# حافظیه

پلان مجموعهٔ آرامگاه حافظ

حافظیه یا آرامگاه حافظ (گشایش: ۸۵۶ ه‍.ق – ۱۴۵۲ م)، محل خاکسپاری حافظ شیرازی در شیراز است. این بنا به فرمان رضاشاه به علی‌اصغر حکمت، وزیر آموزش و پرورش وقت و برپایهٔ طرحی از آندره گُدار طراحی و بازسازی شد. مجری آن، علی ریاضی، رئیس اداره آموزش و پرورش فارس، و سرپرستش علی سامی بودند.
حافظیه بارها از سوی حاکمان تیموری، صفوی، افشار و زند بازسازی و مرمت شد. سرانجام در سال ۱۳۱۴ ش/۱۹۳۵ م، آخرین اقدام مهم و شایسته توسط وزارت آموزش و پرورش فارس به ابتکار علی‌اصغر حکمت، وزیر آموزش و پرورش صورت گرفت و ساخت یک بنای جدید ترتیب داده شد. آندره گُدار باستان‌شناس فرانسوی، مدیر کل باستان‌شناسی کشور، طرح و نقشه‌ای مناسب را طراحی کرد. اجرای این پروژه به علی ریاضی، رئیس اداره آموزش و پرورش فارس، واگذار شد و علی سامی سرپرستی آن را برعهده گرفت. در این طرح، به سبک همان طرح گذشته، حافظیه به دو بخش شمالی و جنوبی تقسیم شد و ایوانی به طول ۵۶ و عرض ۷ متر و با ۲۰ ستون سنگی به ارتفاع ۵ متر، آن دو باغ را از یکدیگر جدا می‌کند. اجرای کامل این طرح تا سال ۱۳۱۷ ه‍.ش به درازا انجامید.

## جایگاه کنونی
مقبرهٔ حافظ و پیرامونش، پیشتر با نام «تِکْیهٔ حافظ» شناخته می‌شد. حافظیه در جنوب دروازهٔ قرآن در حاشیهٔ شمالی شیراز و در ابتدای خیابان گلستان — که قبلاً به «خیابان خرابات» معروف بود — واقع شده است. این مکان در موقعیتی قرار دارد که به «گُلگَشتِ مُصَلّیٰ» مشهور است؛ میدانی تفریحی که اغلب در اشعار حافظ ذکر می‌شود و حدود ۱۹٬۰۰۰ متر مربع وسعت دارد و یکی از مشهورترین قبرستان‌های شیراز به‌نام «خاکِ مصلّی» را در خود جای داده است.

## پیشینهٔ آرامگاه
مکانی در شمال شهر شیراز که از ساحل شمالی رودخانهٔ خرم‌دره در شمال دروازه‌اصفهان فعلی آغاز می‌شده و تا دامنهٔ کوه چهل مقام امتداد می‌یافته است را «مصلا» می‌نامیدند. این مکان از قدیم مورد احترام مردم شیراز بوده تا جایی که بسیاری از مردم، رسوماتی مانند نماز جماعت، نماز عید فطر و قربان را در این مکان خوش آب‌وهوا به‌جا می‌آوردند و عده‌ای نیز مردگان خود را برای آمرزش، در این مکان به خاک می‌سپردند و بخشی از این منطقه به گورستان عمومی تبدیل شد. آرامگاه حافظ نیز در شمال این دشت جای دارد. حافظ را در کتِ شیراز یا مصلای شهر به‌خاک سپردند. نخستین کسی که بر مقبرهٔ حافظ نام «حافظیه» می‌نهد، اوحَدی بَلْیانی است. سپس در رستمُ‌التَّواریخ اثر رستمُ‌الْحُکَما در دو جای این نام می‌آید. مقبرهٔ حافظ و پیرامونش، پیشتر با نام «تِکْیهٔ حافظ» شناخته می‌شد آنچنانکه در دُرّهٔ نادری به نام «تکیه» خوانده شده است. نویسندهٔ فارس‌نامه نیز از «تکیهٔ خواجه حافظ» نام برده است.

## تاریخچهٔ ساخت و بازسازی

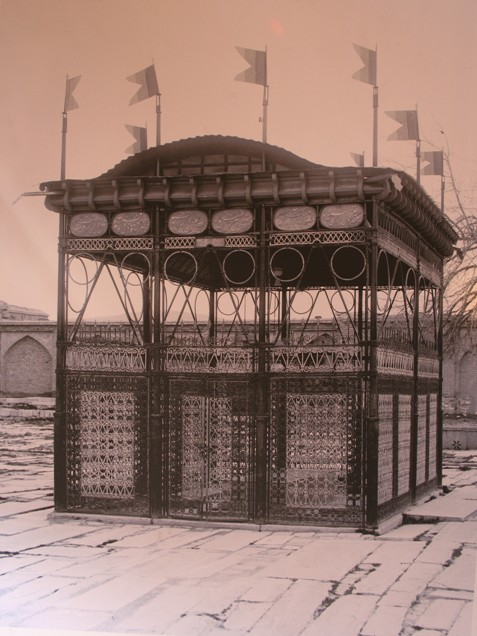
بنای ساخته‌شده از سوی ملک منصور شعاع‌السلطنه

در سال ۸۵۶ ه‍.ق/۱۴۵۲ م و حدود شصت‌وپنج سال پس از درگذشت حافظ، فرماندارِ تیموریِ فارس، ابوالقاسم میرزا بابُر بن بایسُنقُر وزیر خویش شمس‌الدین محمد معمایی (دانشنامهٔ زبان، شخص را «یغمایی» ذکر کرده و نه معمایی) را فرمان داد تا بنایی گنبدمانند بر روی قبر حافظ در باغ مصلی بنا کند. در قسمت جلوی باغ نیز حوض بزرگی بنا کرد که از نزدیک رودخانهٔ رُکن‌آباد پر شده بود. این بنا دو بار ترمیم شد؛ یک بار در زمان شاه عباس اول صفوی، و دیگر بار به‌دستور نادرشاه افشار که هر دو نوبت، بر اثر فالی گرفته از دیوان حافظ بود. در سال ۱۱۸۷ ه‍.ق/۱۷۷۲–۷۳ م، کریم‌خان زند محوطه را بزرگ و محصور کرد. وی تالاری طاقی — به سبک کاخ دیوان‌خانه که ساخته بود — بنا کرد که چهار ستونِ سنگی بزرگ در شمال و جنوب و دو اتاق بزرگ در شرق و غرب داشت. این ساختمان به‌طور مؤثری محوطه را به دو بخش جداگانهٔ نارنجستان در قسمت جلویی و قبرستان در قسمت پشتی تقسیم کرده است. مقبرهٔ حافظ در بیرون و پشتِ این بنا، در وسط قبرستان واقع شده است. کریم‌خان در بالای قبرش تخته سنگی مرمر، به درازای ۲۷۰ و پهنای ۸۰ و بلندی ۴۰ سانتی‌متر قرار داد که هنوز هم وجود دارد. روی این تخته سنگ، دو غزل از حافظ به خط نستعلیق توسط خطاط حاجی آقاسی بیگ افشار آذربایجانی نوشته شده است. مطلع غزل «مژدهٔ وصل تو کو کز سر جان برخیزم/طایر قدسم و از هر دو جهان برخیزم» بر روی سنگ قبر درست از زیر عبارتِ «اَنتَ الْباقیُ و کُلُّ شَیْءٍ هالِکٌ» آغاز می‌شود. و غزل «ای دل غلام شاه جهان باش و شاه باش/پیوسته در حمایت لطف اله باش» در حاشیهٔ پیرامونِ غزلِ نخست نوشته شده است. در دو گوشهٔ بالایی سنگ نیز این بیت نوشته شده است: «بر سر تربت ما چون گذری همّت خواه/که زیارتگه رندان جهان خواهد بود». تاریخ درگذشتش نیز در ماده‌تاریخِ «خاک مصلی» در گوشهٔ پایین قبر در بیت «چراغ اهل معنی خواجه حافظ/بجو تاریخش از «خاک مصلیٰ»» نوشته شده است.

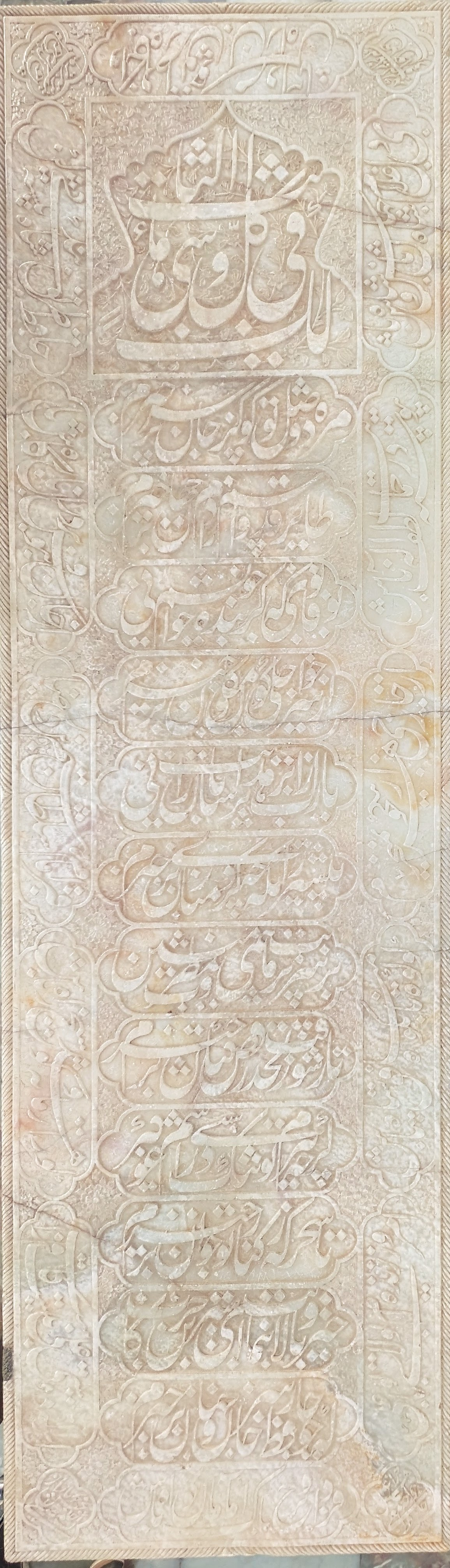
سنگ مزار حافظ

ساخت‌وسازهای بعدی در این محوطه را عمدتاً والیانِ مختلفِ فارس انجام داده‌اند. در سال ۱۲۷۳ ه‍.ق/۱۸۵۷ م، تهماسب میرزا مُؤَیِّدُالدّوله حکمران فارس، آرامگاه را مرمت کرد. در سال ۱۲۹۵ ه‍.ق/۱۸۷۸ م، فرهاد میرزا مُعتَمِدُالدّوله که به حافظ عشق می‌ورزید، حصاری آهنی بر مقبرهٔ حافظ بنا کرد. بعدتر در سال ۱۳۱۷ ه‍.ق/۱۸۹۹ م، دوباره به‌عنوان فالی که از دیوان گرفته شد، نیکوکاری زرتشتی به نام خسرو، از علمای شیراز اجازهٔ ساختِ بُقعه‌ای از آهن و چوب در اطراف قبر را گرفت. اما پیش از اتمام، مجتهد بانفوذ شیراز سید علی‌اکبر فال اسیری به‌بهانهٔ اینکه یک زرتشتی در حال برپاکردن ساختمانی بر قبر یک مسلمان بود، پیروانش را به این محوطه فرستاد تا این بنا را تخریب کنند. اگرچه این حرکت و اعتراض عمومی ناشی از آن باعث شد که دولت مرکزی در تهران خود دستور بازسازی را بدهد، اما فال اسیری اعلام کرد که هر چیزی را که در آنجا — حتی توسط خود شاه — ساخته شود را ویران می‌کند و چنین نیز کرد. این ساختمان تا سال ۱۳۱۹ ه‍.ق/۱۹۰۱ م به حال ویرانی باقی بود تا هنگامی که مَلِک منصور شُعاعُ‌السَّلطنه به دستور پدرش، مُظَفَّرِالدّین شاه، بودجهٔ لازم برای ساخت ضریحی آهنی را تأمین کرد که در اطراف قبر برپا شود. این ضریح را علی‌اکبر مُزَیِّنُ‌الدّوله نقاش‌باشی طراحی و نصب کرد. پیرامون آن، کتیبه‌ای قرار دارد که شامل تاریخ و اسامی حامیان است. مزیّن‌الدّوله همچنین دستور داد که هر دو سوی تالار کریم‌خان با تخته‌سنگ‌های مرمر آراسته شوند، که در آن غزل با مطلع «روضهٔ خلد برین خلوت درویشان است/مایهٔ محتشمی خدمت درویشان است» به خط میرعماد (د. ۱۰۲۴ ه‍.ق) توسط هنرمند قاجاری عبدُالصَّمد لَله‌باشی نسخه‌برداری شده است.
در سال ۱۳۱۰ ش/۱۹۳۱ م، فرج‌الله بهرامی دبیرِ اعظم، استاندار اصفهان و فارس، مدخلی بزرگ و سنگی را در دیوارهٔ جنوبی حافظیه برپا، و دیوارها و نارنجستان را تعمیر کرد اما کارش نیمه‌تمام ماند و به تهران منتقل شد. تا اینکه در سال ۱۳۱۴ ش/۱۹۳۵ م، وزارت آموزش و پرورش فارس آخرین اقدام مهم و شایسته را به ابتکار علی‌اصغر حکمت، وزیر آموزش و پرورش وقت، انجام داد و ترتیب ساخت یک بنای جدید داده‌شد. آندره گُدار باستان‌شناس فرانسوی، مدیر کل باستان‌شناسی کشور، طرح و نقشه‌ای مناسب را طراحی کرد. اجرای این پروژه به علی ریاضی، رئیس اداره آموزش و پرورش فارس، واگذار شد و علی سامی سرپرستی آن را برعهده گرفت. هزینهٔ اجرای ساختِ مجموعه همراه با ساخت کتابخانه و قبر قوامُالْمُلک ۶۰۰٬۰۰۰ ریال برآورد شد. قرار شد برای آغازِ کار، ادارهٔ فرهنگِ فارس مبلغ ۲۰۰٬۰۰۰ ریال از بقعهٔ شیخ صَفی‌الدّین قرض گیرد و از درآمدهای آینده به‌تدریج بازپرداخت نماید؛ و باقیِ هزینه توسط ادارهٔ کل باستان‌شناسی از محلِ حق‌النظارهٔ اوقافی تأمین شود. تا فروردین ۱۳۱۶ ه‍.ش هزینهٔ اجرای کل ساختمان، ۲۵۰۰۰۰ ریال شد. در این طرح، به سبک همان طرح گذشته، حافظیه به دو بخش شمالی و جنوبی تقسیم شد و ایوانی به طول ۵۶ و عرض ۷ متر و با ۲۰ ستون سنگی به ارتفاع ۵ متر، آن دو باغ را از یکدیگر جدا می‌کند. اجرای کامل این طرح تا سال ۱۳۱۷ ه‍.ش به درازا انجامید.

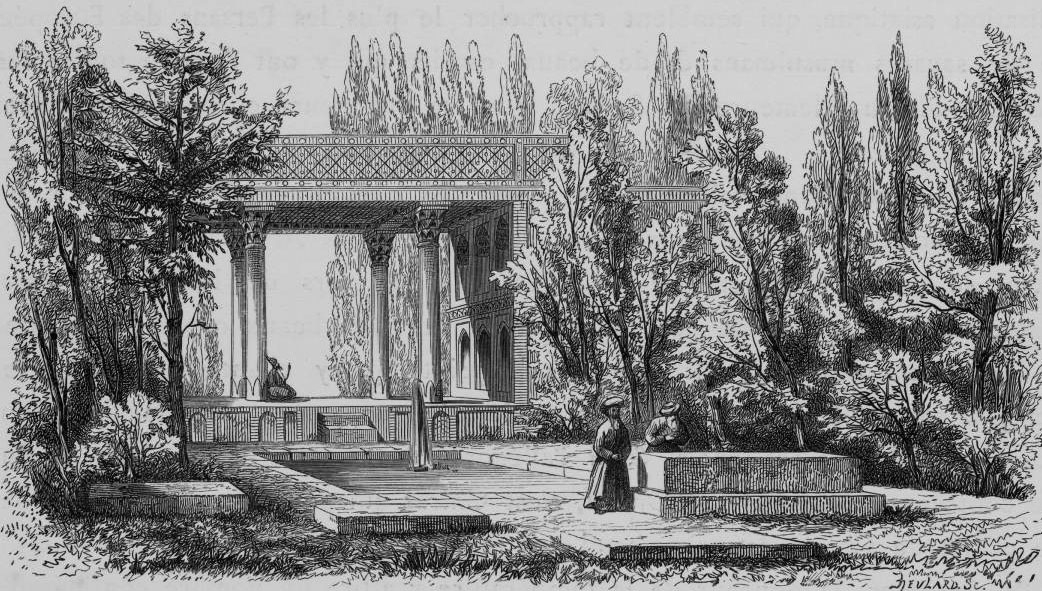
طرحی از آرامگاه حافظ با نمایش چهارستون کریم‌خانی اثر پاسکال کوست
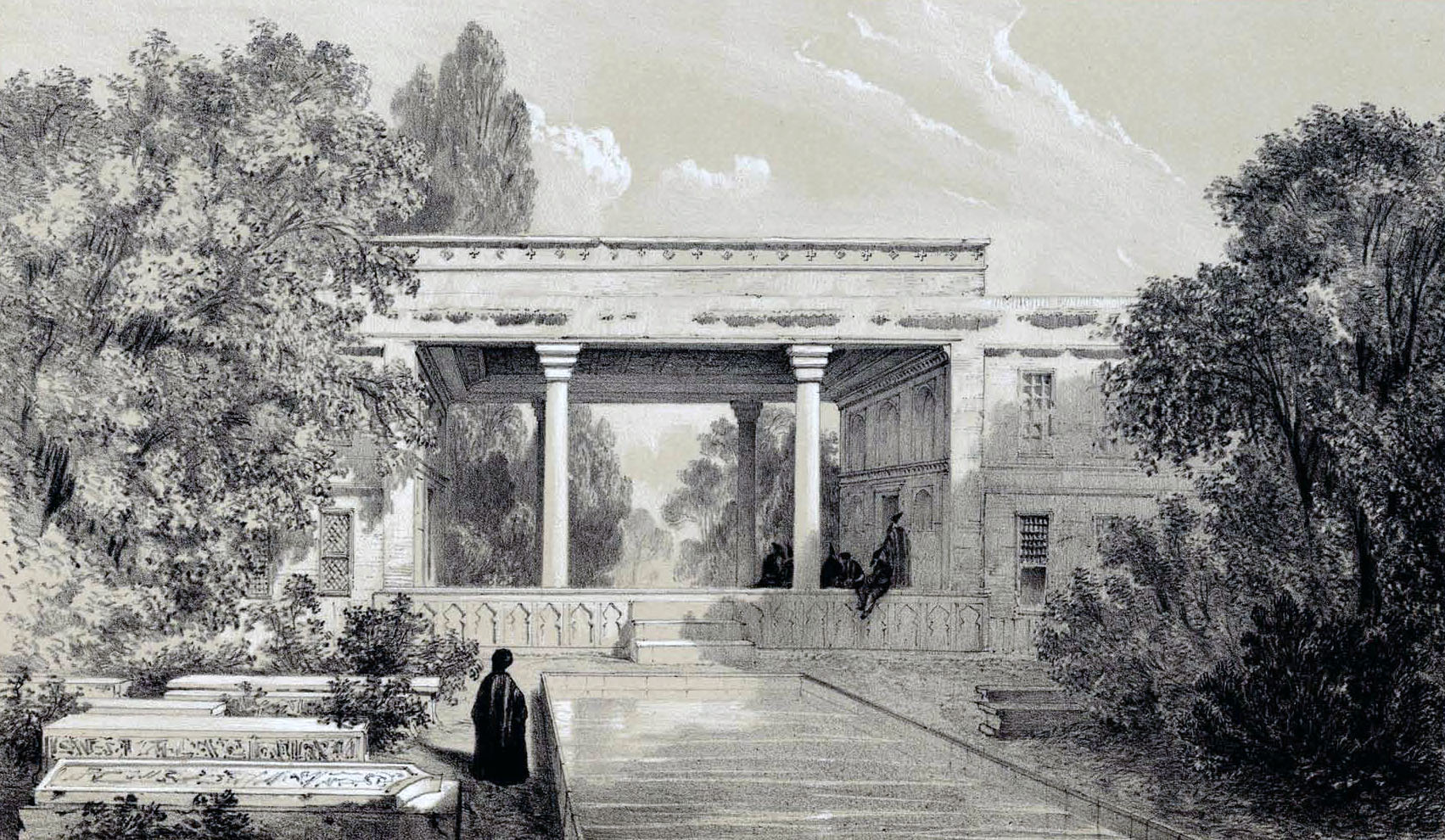
طرحی از آرامگاه حافظ با نمایش چهارستون کریم‌خانی اثر اوژن فلاندن
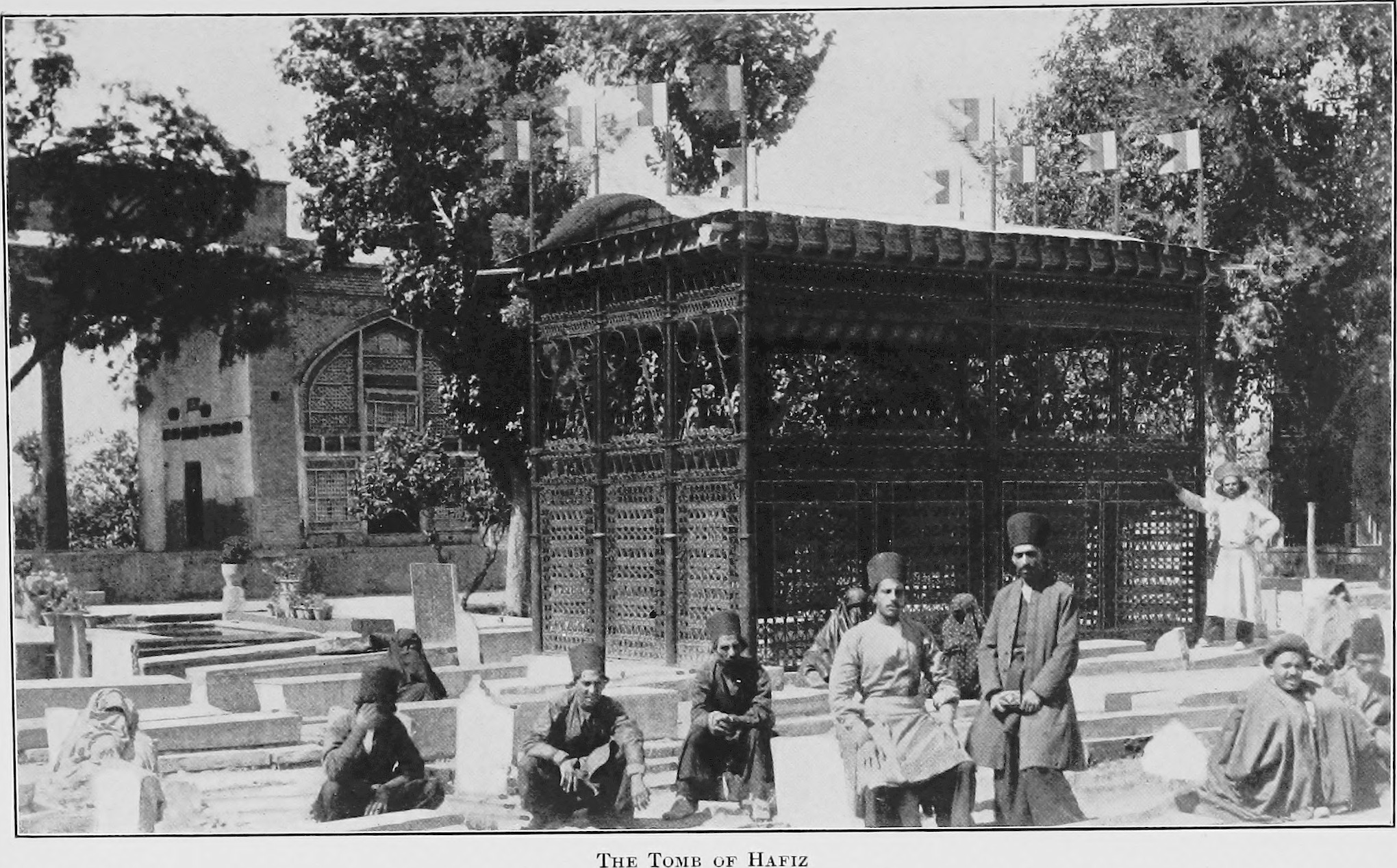
نگاره‌ای آرامگاه حافظ در سال ۱۹۰۶ م

## ویژگی‌های معماری مجموعه
یکی از ویژگی‌های معماری این مجموعه، غلبهٔ فضا بر جسمِ ساختمان است؛ به‌گونه‌ای که با سفارشِ ساختِ ۲۴ ستون دیگر — افزون‌بر ۴ ستون کریم‌خانی — از سوی گدار، تقریباً بخشِ عمدهٔ عملیات اجراییِ ساختمان انجام شد. از این ۲۴ ستونِ جدید، ۸ ستون برای زیر گنبد و ۱۶ ستون برای ایوانِ جداکننده در نظر گرفته شد. سقف گنبدْ شبیهِ کلاه درویشان طراحی شد که وارستگی‌شان از سوی حافظ ستوده شده است. گزینشِ مس به‌جای فلزاتِ گرانبها برای پوشش سقف، نشان از برگرفتن دل از وابستگی‌ها و دلبستگی‌های دنیایی و مادی است که به‌مرور زنگار می‌گیرد. نمای داخلی گنبد، طرحی از گنبد مینا شد. هشت ستون نگاه‌دارندهٔ گنبد هستند که نشان از سدهٔ روزگار حافظ دارد. عدد بیست ستون در معماریِ ایوان نیز احتمالاً اشاره به سدهٔ احیای حافظیه — یعنی سدهٔ بیستم میلادی — دارد. به‌کارگیری چهار ستونِ کریم‌خانی و سنگ قبرِ قدیمی و عناصر معماریِ زندیه در طرحِ جدید، نشان‌دهندهٔ دلبستگی و توجهِ گدار به معماری و روزگارِ حکومت زندیه است.

### بخش شمالی

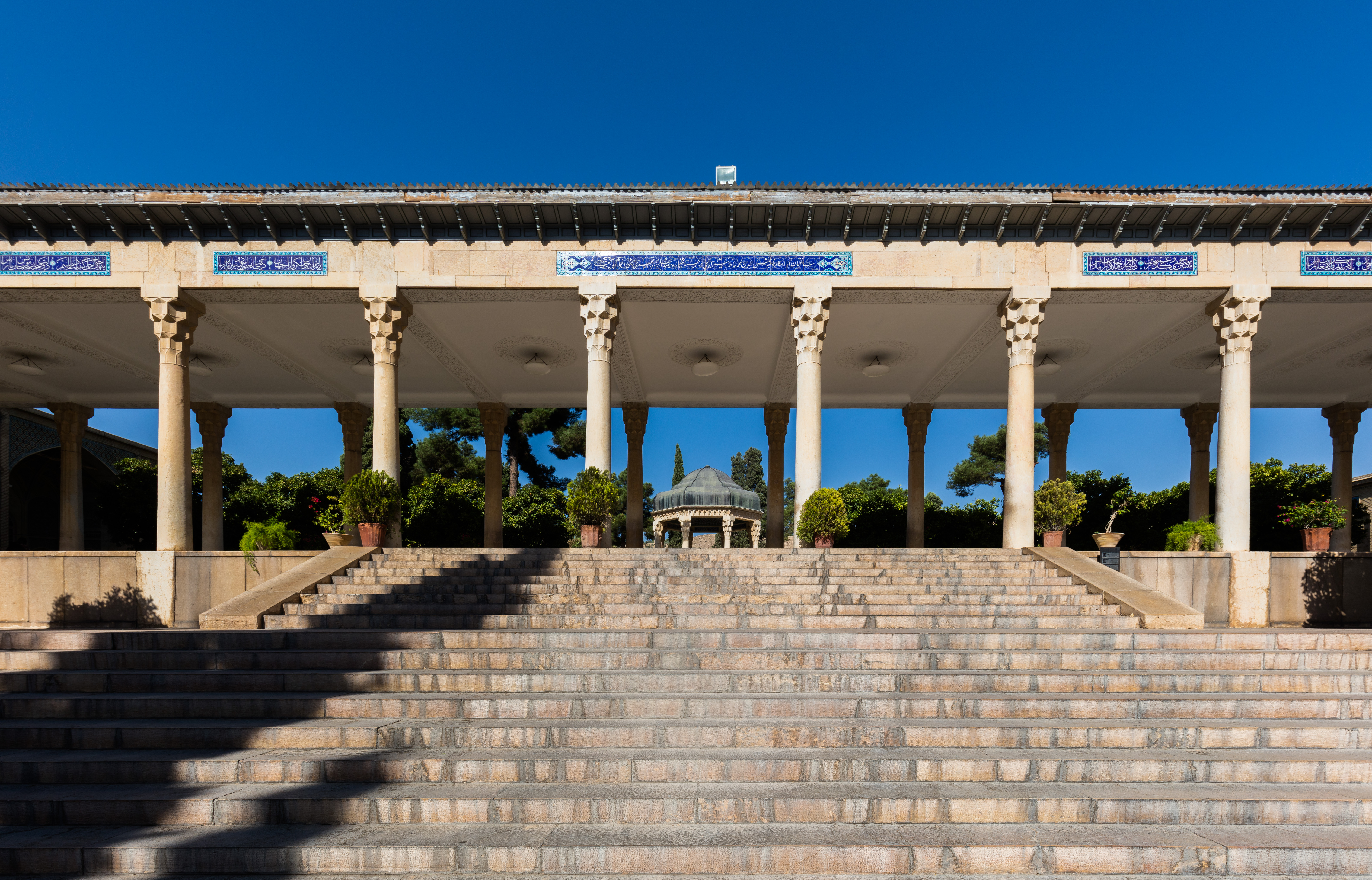
نمایی از پلکان و تالار بیست ستونی با پس‌زمینهٔ آرامگاه

بنای فعلی به‌سبک دورهٔ کریم‌خان زند است، که آن هم، آغازِ دورهٔ دومِ شیوهٔ اصفهانی است. در این شیوه، طرح‌ها ساده می‌شوند و بیشتر فضاها چهارگوش هستند؛ هندسهٔ این شیوه ساده است و در آن بیشترْ شکل‌ها و خطوط شکسته استفاده شده‌اند. بالای سنگ قبر حافظ — که یک متر از سطح زمین بلند، و با پنج پلهٔ مدور احاطه شده است — گنبدمانندی مِسین شبیه کلاهِ تَرْک‌دارِ درویشی وجود دارد که بر هشت ستون به ارتفاع ده متر متکی است. قسمت داخلی گنبدْ پوشیده از کاشی‌کاری با لعاب پلی‌کروم است. هشت بیت از غزل با مطلع «حجاب چهرهٔ جان می‌شود غبار تنم/خوشا دمی که از آن چهره پرده برفکنم» بر روی هشت سنگ عظیم حکاکی شده است و هر یک در یک ستون. تالار چهارستونی کریم‌خان زند با یک تالارِ جدید و بزرگ با شانزده ستون سنگیِ مشابه دیگر ترکیب شده است. چهار ستونِ کریم‌خان مرکز این ساختمان را اشغال کرده است.
این ایوانِ بیست ستونی، حافظیه را به دو بخش شمالی به مساحت سه‌هزار متر مربع (۵۰ در ۶۰ متر) و جنوبی به مساحت دوازده هزار متر مربع (۱۵۰ در ۸۰ متر) تقسیم می‌کند. مقبرهٔ حافظ در بخش شمالی واقع شده است؛ از سال ۱۳۷۵، کتابخانه‌ای به مساحت ۴۴۰ متر مربع وجود دارد که پیشتر مقبرهٔ قاسم‌خان والی بوده و حاوی ۱۰٬۰۰۰ جلد کتاب است و از آن به‌عنوان مرکز حافظ‌شناسی استفاده می‌شود. در نمای خارجی تالار، روبه‌روی باغ ورودی، غزل با مطلع «گلعِذاری ز گلستان جهان ما را بس/زین چمن سایهٔ آن سرو روان ما را بس» بر روی کاشی‌های لعابدار لاجوردی درج شده است. همچنین در این بخش درختان نارنج و دو حوض بزرگ مستطیل‌شکل در ضلع شرقی و غربی وجود دارد که آب حوض‌های بزرگ در باغ ورودی را تأمین می‌کند، نیز یک کافهٔ سنتی به مساحت ۳۳۰ متر مربع مساحت وجود دارد که اخیراً ایجاد شده است. بر روی دیوارهای این بخش از حافظیه، غزل‌هایی از دیوان حافظ بر روی کاشی و تخته‌سنگ‌های مرمر به‌خوشنویسی عبدُالْحمید مَلِکُ‌الْکلامی حک شده است: بر دیوار شمالی غزل با مطلع «سحرم هاتف میخانه به دولت‌خواهی/گفت بازآی که دیرینهٔ این درگاهی» و بر دیوار جنوبی غزل با مطلع «چو بشنوی سخن اهل دل نگو که خطاست/سخن‌شناس نئی جان من خطا اینجاست»؛ بر دیوار شرقی غزل با مطلع «مزرع سبز فلک دیدم و داس مه نو/یادم از کشتهٔ خویش آمد و هنگام درو» و بر روی دیوار غربی غزل با مطلع «بیا که قصر امل سخت سست بنیاد است/بیار باده که بنیاد عمر بر باد است».

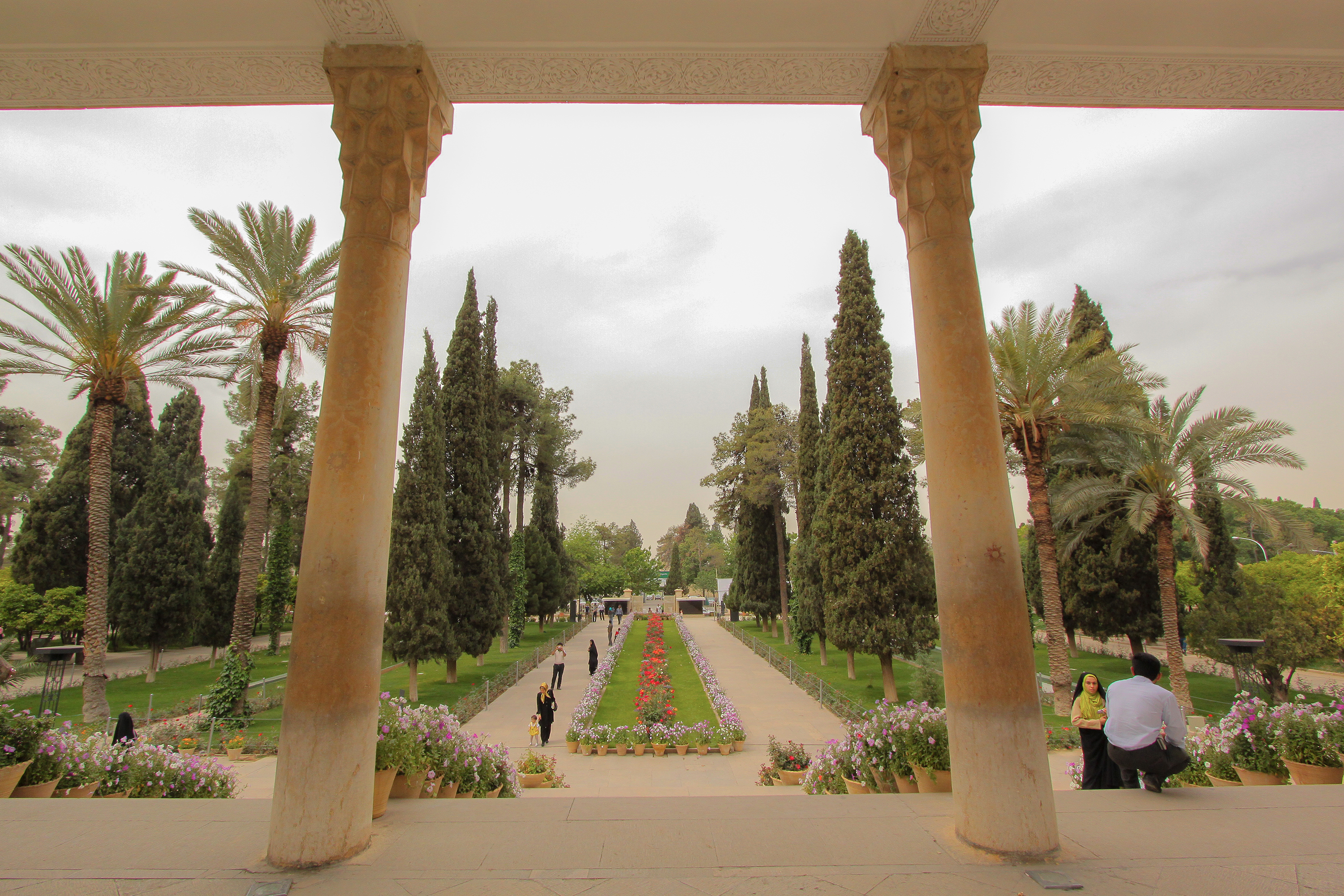
دو ستون از چهارستون کریم‌خانی
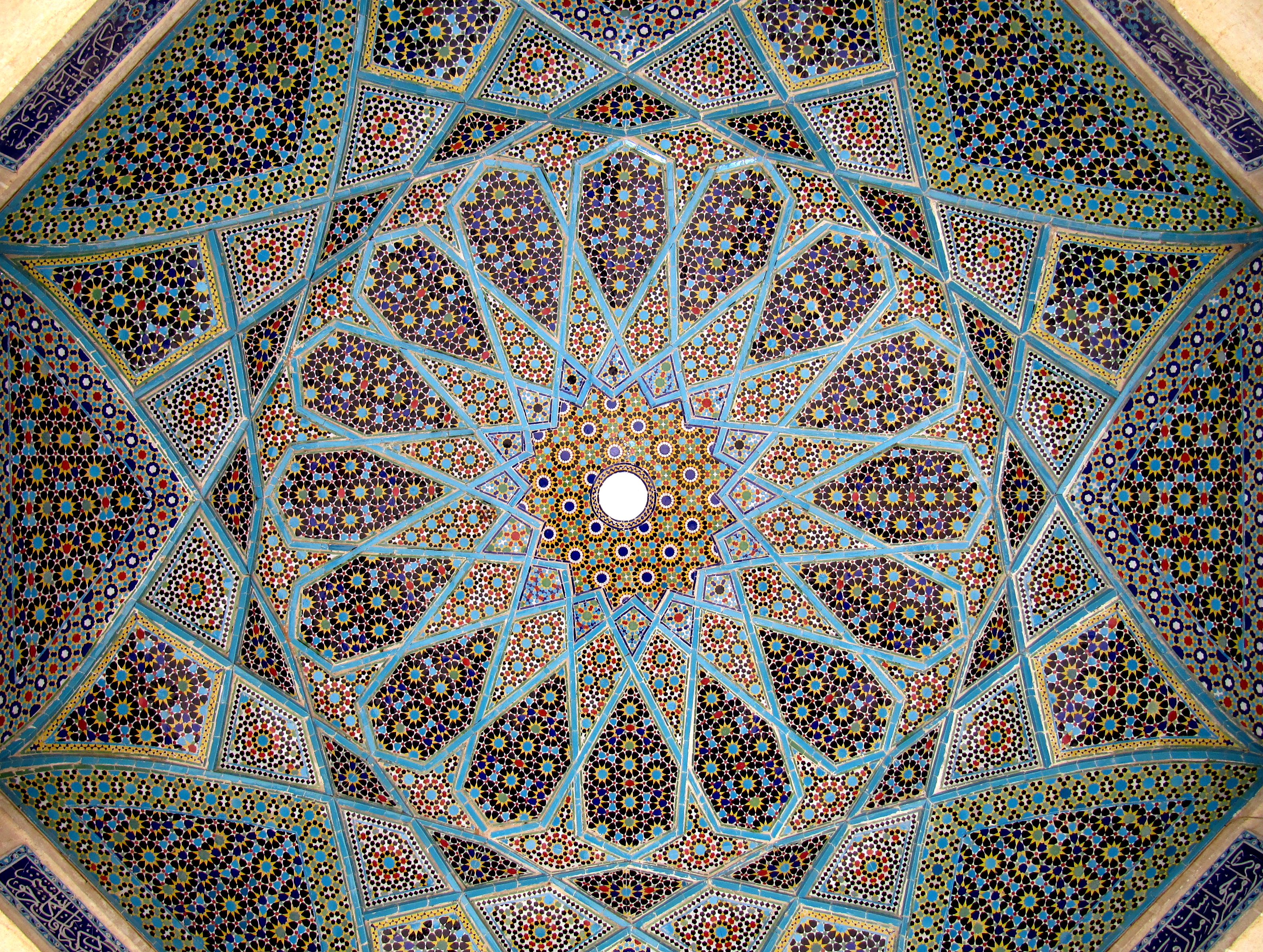
کاشی‌کاری سقف حافظیه

### بخش جنوبی
بخش جنوبیِ حافظیه، باغ ورودی است که دارای درختان نارنج، دو باغ بزرگ گل، پیاده‌روها و یک جوی است. در وسط هر باغ یک حوض بزرگ مستطیل‌شکل قرار دارد. کناره‌های سنگی این حوض‌ها در اصل از یک حوض در باغ شمالی باغ نظر — بخشی از کاخ دیوان‌خانهٔ کریم‌خان زند — تأمین شده است که در جریان گسترش بلوار کریم‌خان زند تخریب شد. این سنگها برای ساخت حوض‌های فعلی به حافظیه منتقل شدند. در هر طرف حیاط یک باغچهٔ بزرگ نارنج وجود دارد. دیوار جنوبی و ورودی از نرده‌های آهنی ساخته شده است. مساحت بخش جنوبی، از ورودی باغ تا پله‌های تالار میانی، ۹۹۸۵ متر مربع است.

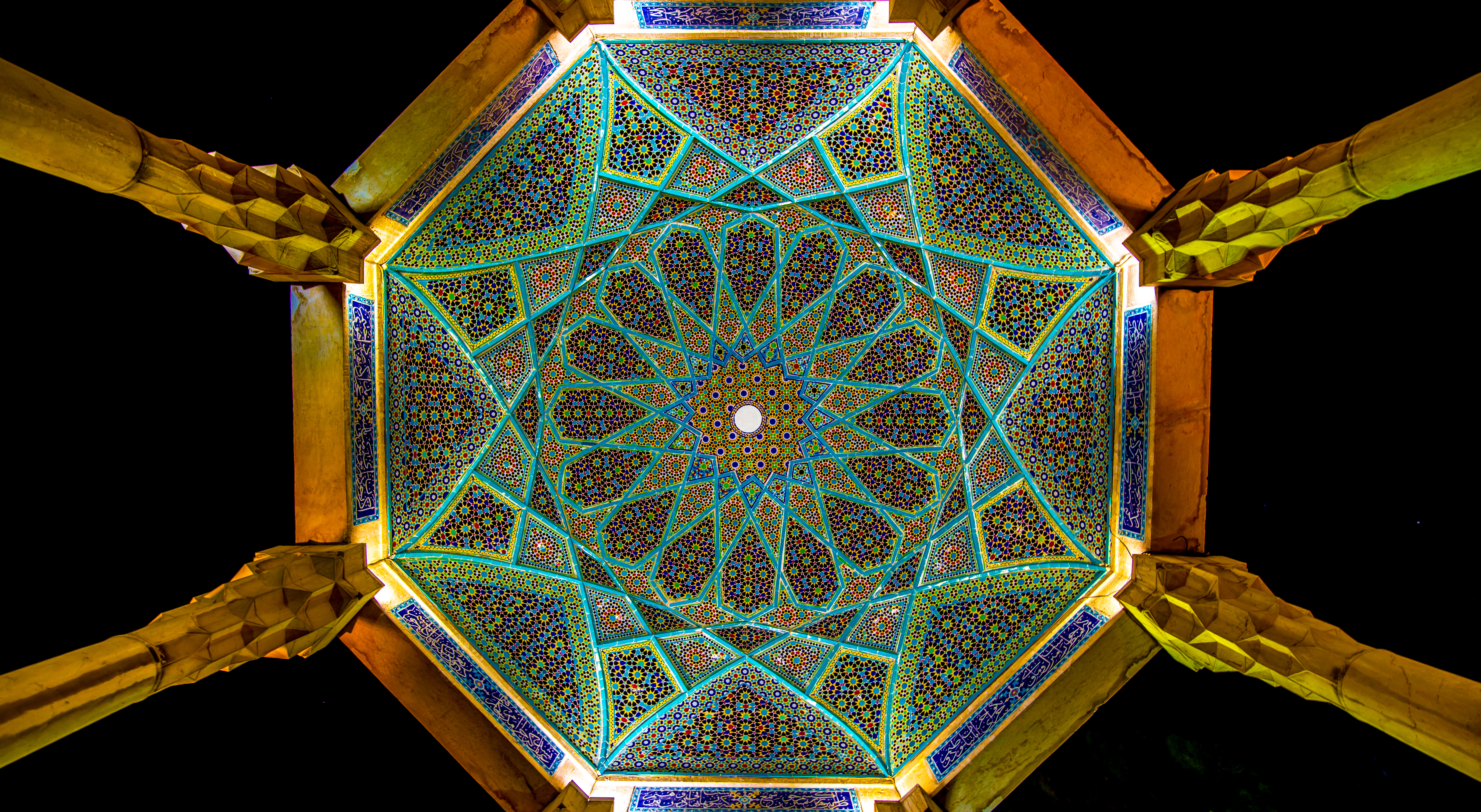
کاشی‌کاری معرق در سطح زیرین گنبد آرامگاه با طراحی گره‌های هندسی اسلامی در نورپردازیِ شب
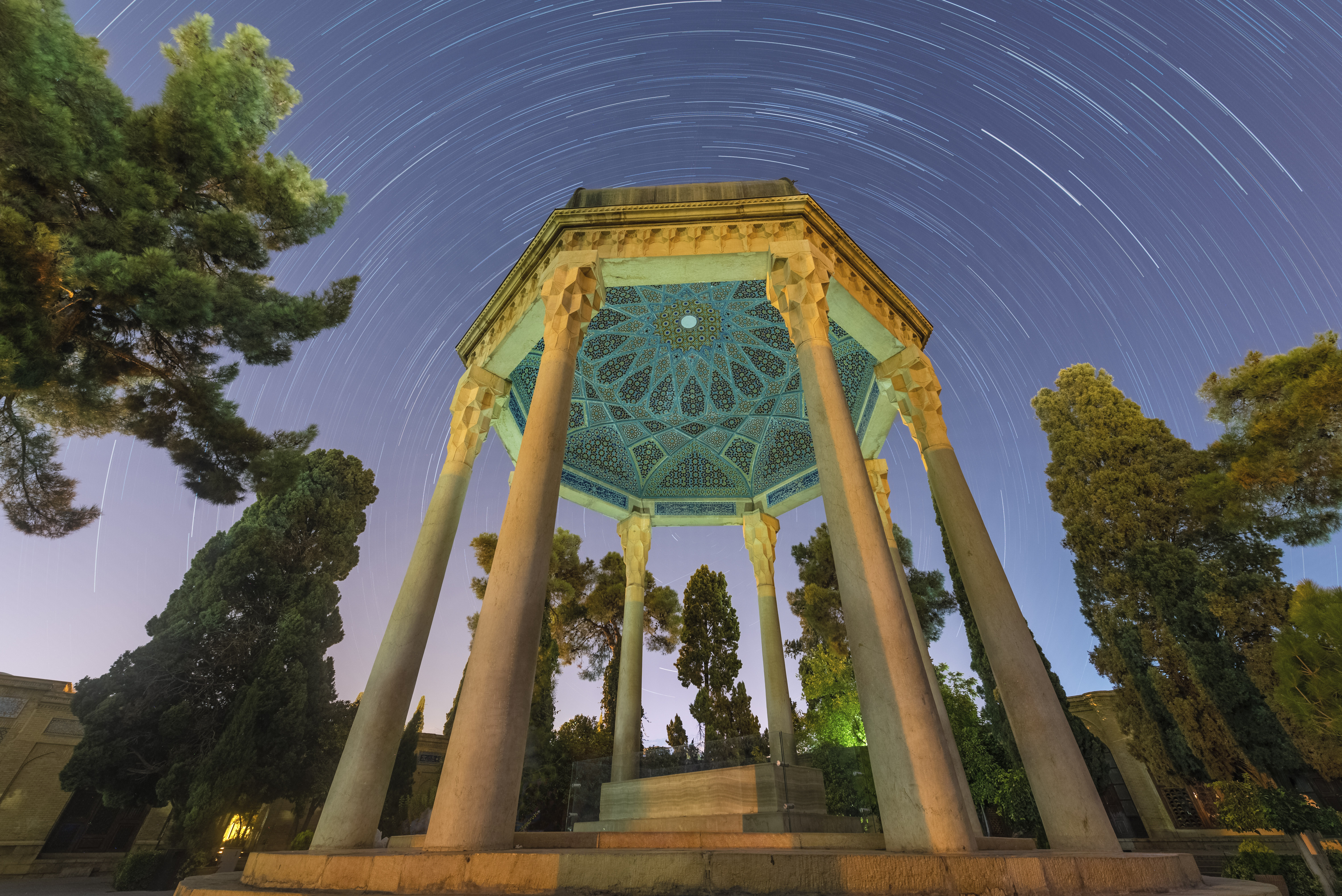
نگاره‌ای ثبت‌شده در شب از حافظیه در شیراز، ایران

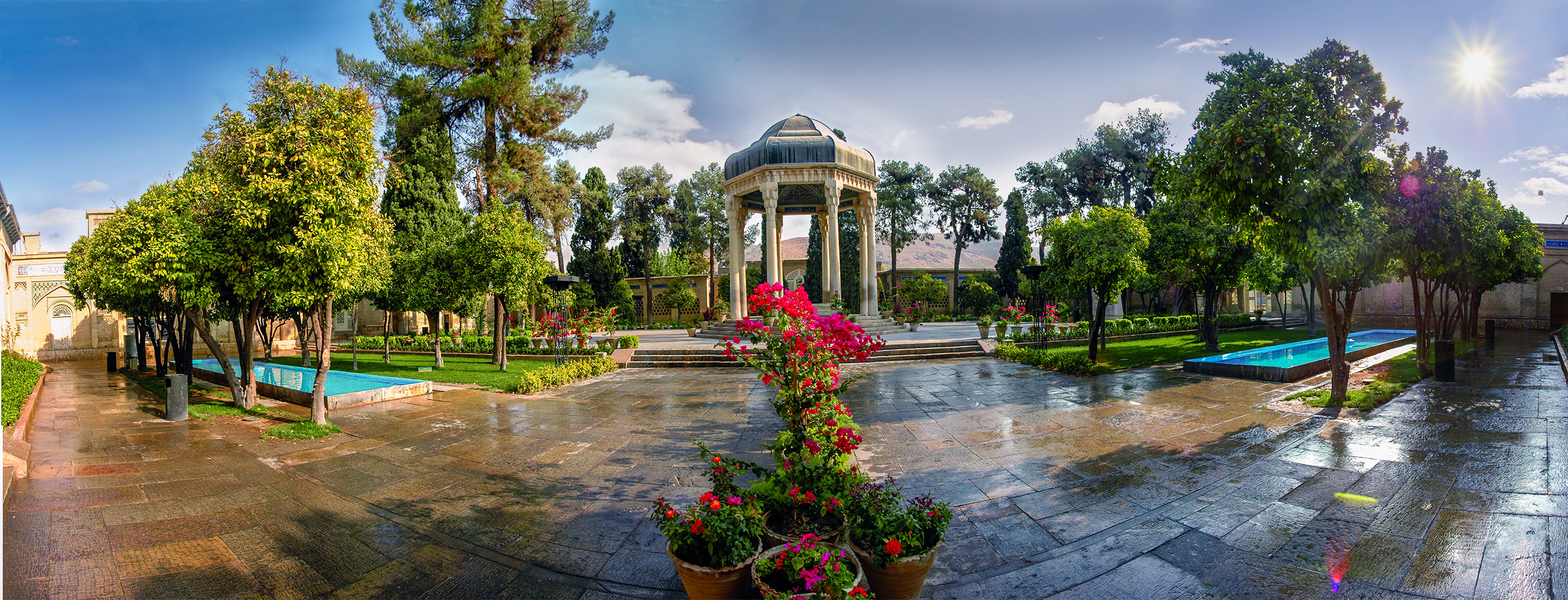
سراسرنمایی از حافظیه

## رویدادهای برگزارشده در حافظیه
در جشن‌های سالانه هنر شیراز شماری از برجسته‌ترین موسیقی‌دانان و نوازندگان به برپاییِ کنسرت‌های شبانه در حافظیه دعوت می‌شدند. کنسرت‌ها اواخرِ شب آغاز می‌شد و تا پاسی از بامداد ادامه می‌یافت. طبق رسمِ مردمِ شیراز، مراسمِ تحویلِ سال در حافظیه برگزار می‌شود. در سال ۱۳۹۸ ه‍. خ، آرامگاه حافظ بیشترین بازدیدکنندهٔ داخلی و خارجی را به خود جذب کرد.

## طرح احیای مجموعهٔ حافظیه

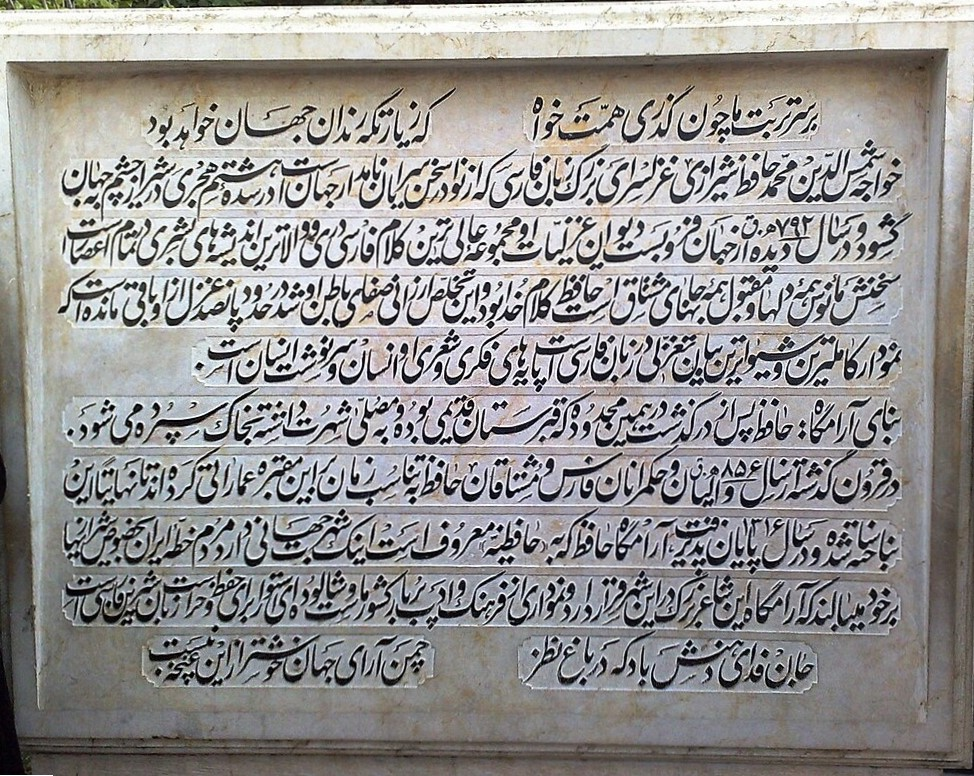
کتیبهٔ گزارش بنای آرامگاه

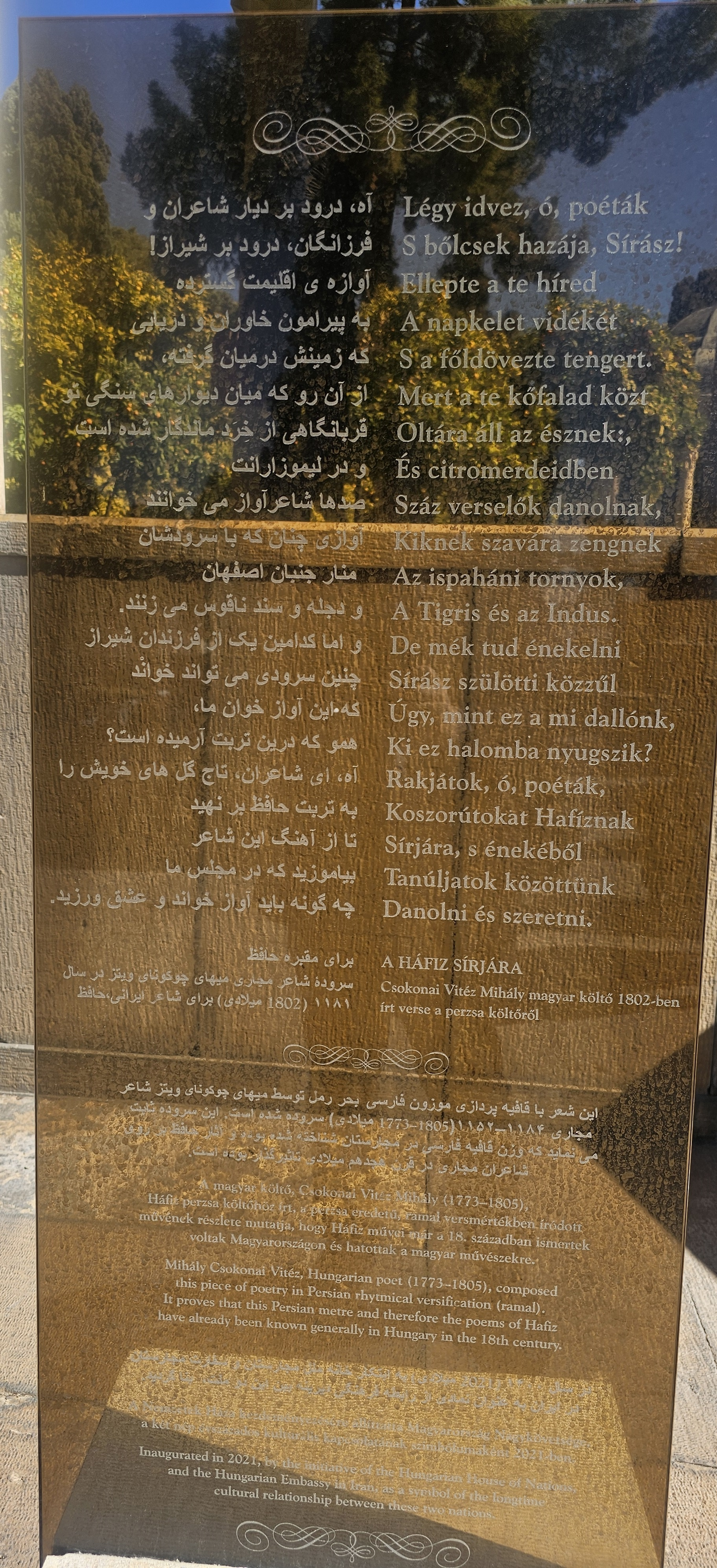
شعر میهای چوکونائی ویتز شاعر مجارستانی برای حافظ (نصب شده در حافظیه). ثابت می‌نماید که آثار حافظ روی شاعران مجاری در قرن ۱۸ میلادی تأثیرگذار بوده است.

آرامگاه حافظ در تاریخ ۱۸ آذر ۱۳۵۴ با شمارهٔ ۱۰۰۹ و با عنوان «بقعهٔ خواجه حافظ شیرازی» در فهرستِ آثار ملی ایران ثبت شد. در سال ۱۳۷۵ هادی میرمیران طرح احیای مجموعهٔ حافظیه را تهیه کرد و این طرح در مراجع قانونی کشور به تصویب رسید؛ اما اجرای «طرح جامع توسعهٔ حافظیه» — که در شورای توسعهٔ فرهنگی استان فارس تصویب شد — از سال ۱۳۸۰ آغاز شد. با اجرای این طرح، طی فرایندِ خرید و تخریب مناطق مسکونیِ پیرامون حافظیه و افزودن باغ جهان‌نما و باغ‌های اطراف به مجموعهٔ حافظیه، وسعت آن به ۲۰ هکتار با کاربری‌های گوناگون خواهد رسید. برپایی باغ‌موزهٔ مشاهیر ادبی جهان و موزهٔ منطقه‌ای شیراز از طرح‌های پیش‌بینی‌شده در طرح جامع است که در حال اجراست. طبقِ قانون بودجهٔ سالِ ۱۳۸۳ کشور، مبلغِ ۱۰ میلیارد ریال برای اجرای طرح احیای حافظیه در اختیارِ استانداری فارس قرار گرفته است. هرساله در سالروز بزرگداشت حافظ در بیستم مهرماه، مجموعهٔ آرامگاه برپاکنندهٔ برنامه‌های ویژه‌ای است.

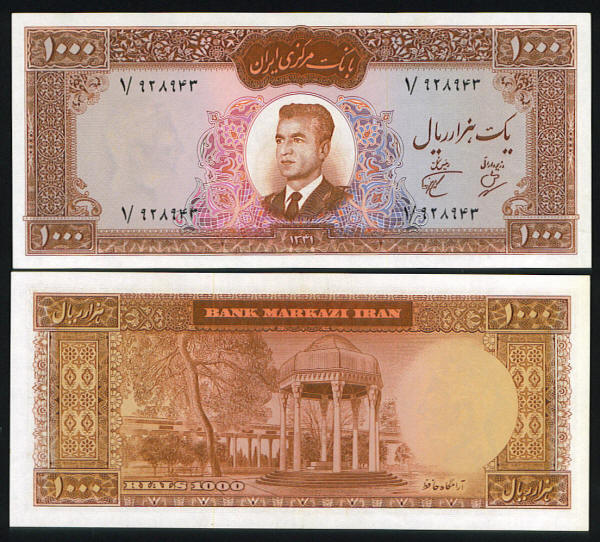
نقش آرامگاه حافظ بر اسکناس ۱۰۰۰ ریالی شاهنشاهی در فاصلهٔ سال‌های ۱۳۴۰–۱۳۴۳
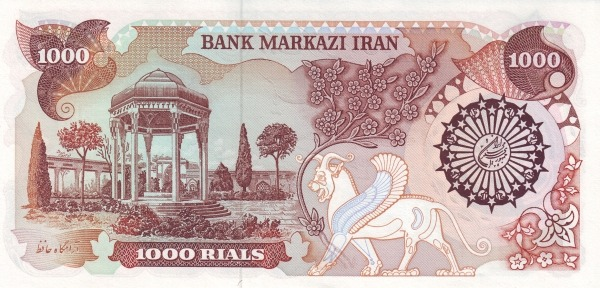
نقش آرامگاه حافظ بر اسکناس ۱۰۰۰ ریالی جمهوری اسلامی در سال ۱۳۶۰

## مشاهیر مدفون در حافظیه
شماری از افراد سرشناس، شاعران، اندیشمندان، دانشمندان و دیگر افراد برجستهٔ شیراز نیز در کنار آرامگاه حافظ به خاک سپرده شده‌اند؛ ازجمله: سید علی‌اکبر فال اسیری طالب جاجرمی، اهلی شیرازی، میرزا کوچک وصال شیرازی، محمدنصیر فرصتُ‌الدّوله، لطفعلی صورتگر، فریدون تَوَلَّلی، مهدی حمیدی، ناصرالدین سالار، محمدخلیل رجایی، عارف محمدهاشم ذَهَبی، رسول پرویزی، نورُالدّین رضوی سروستانی، علی‌محمد مژده، حمید دیرین، سیدعلی مزارعی، محمدباقر اِصْطَهْباناتی، علیرضا شاپور شهبازی، غلامرضا افراسیابی، عبدُالْوَهّاب نورانی وصال، جواد مصلح و حسن امداد. مقبرهٔ قوامُ‌الْمُلک شیرازی و خانوادهٔ وی — معروف به قَوامیّه — نیز در اینجا ساخته شده است.

## نگارخانه

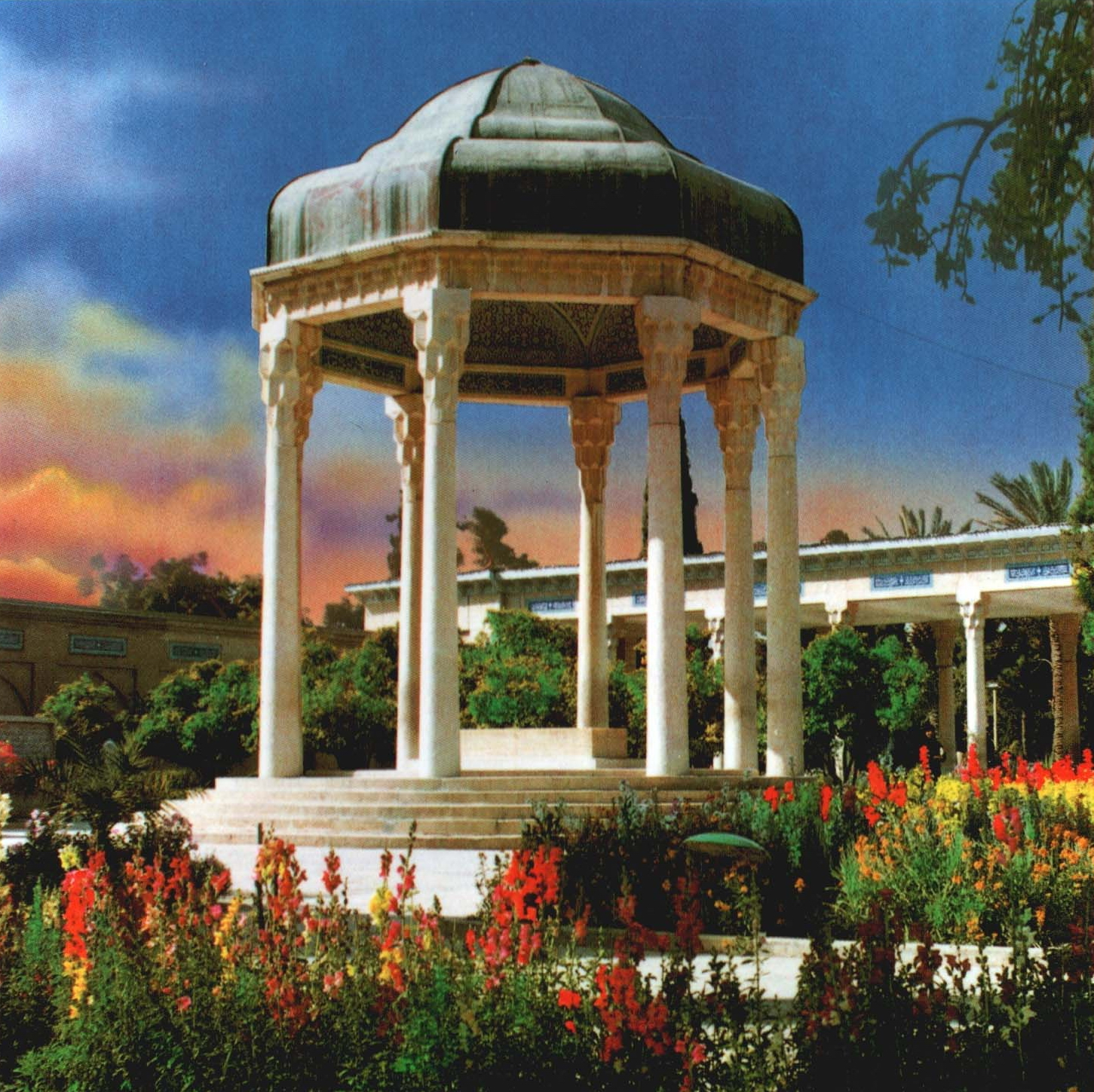
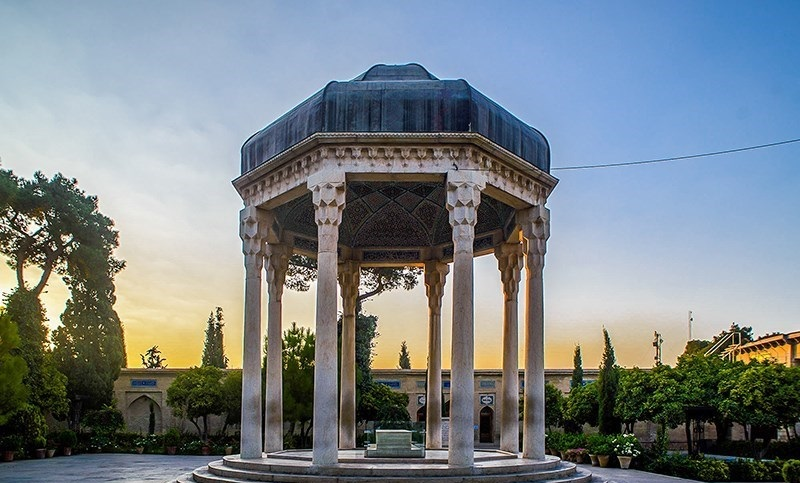
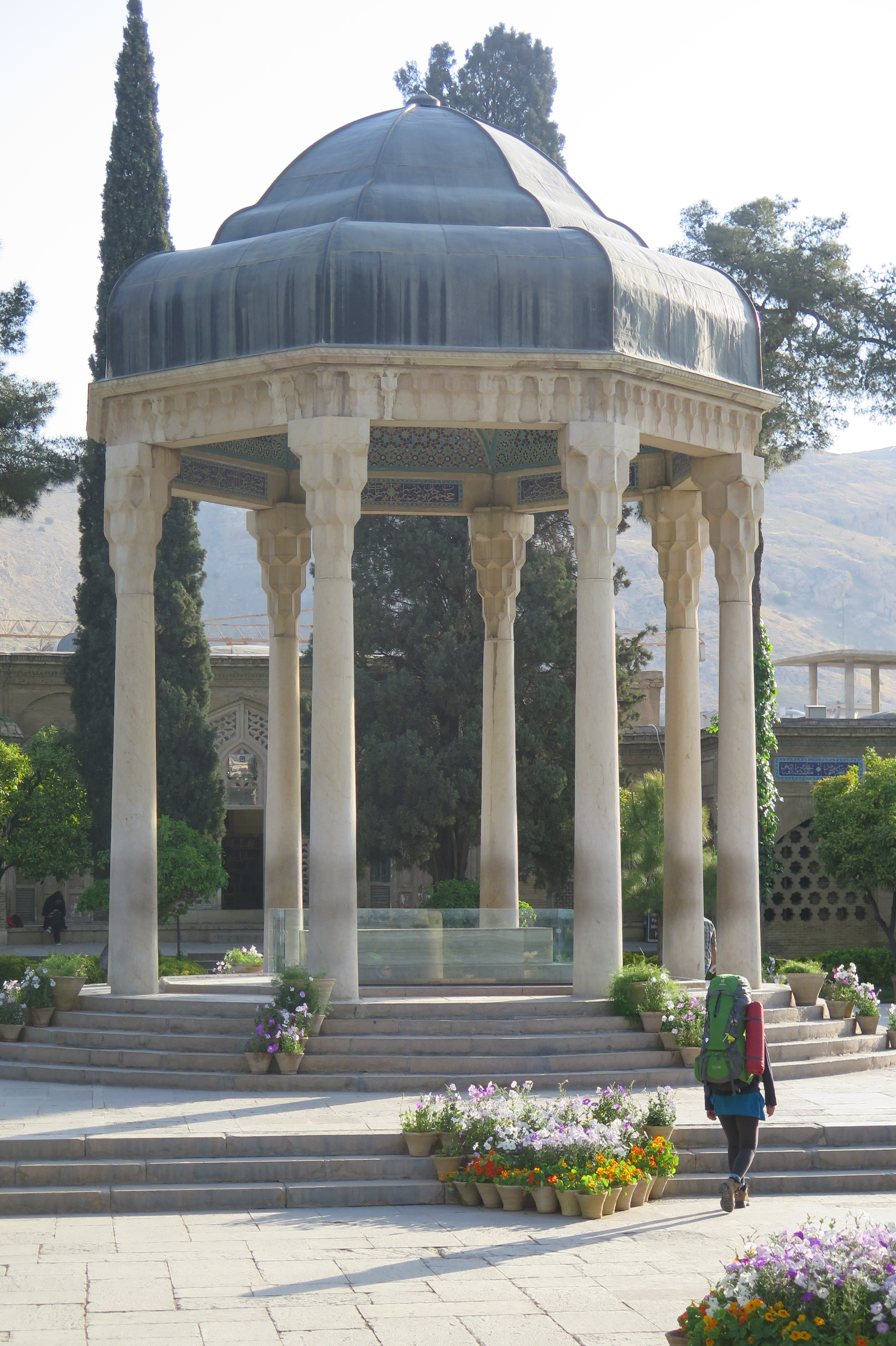
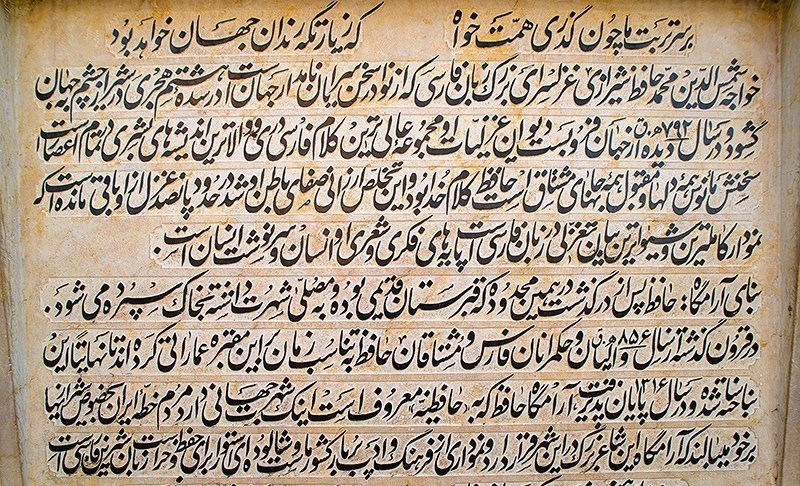
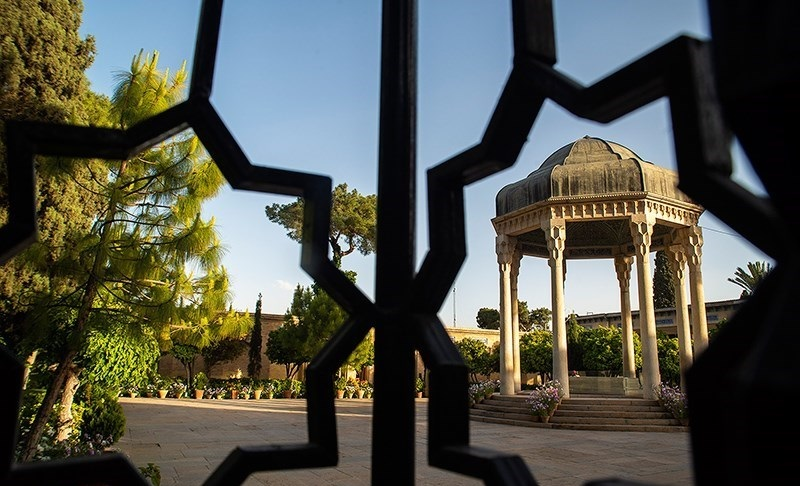
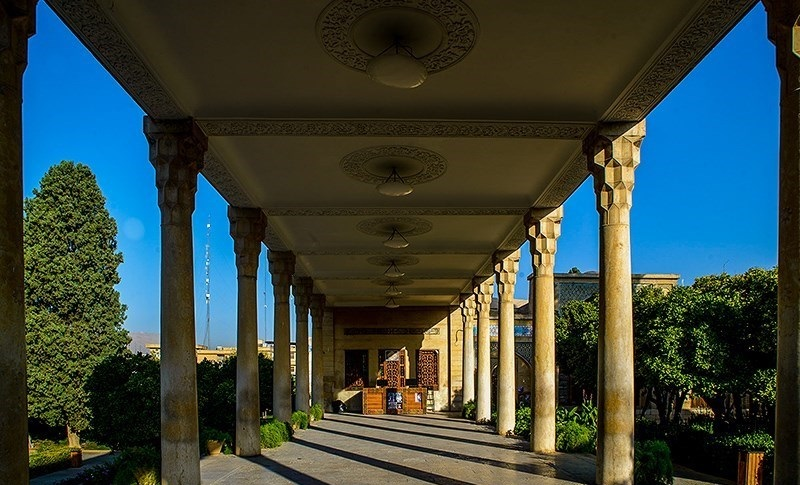
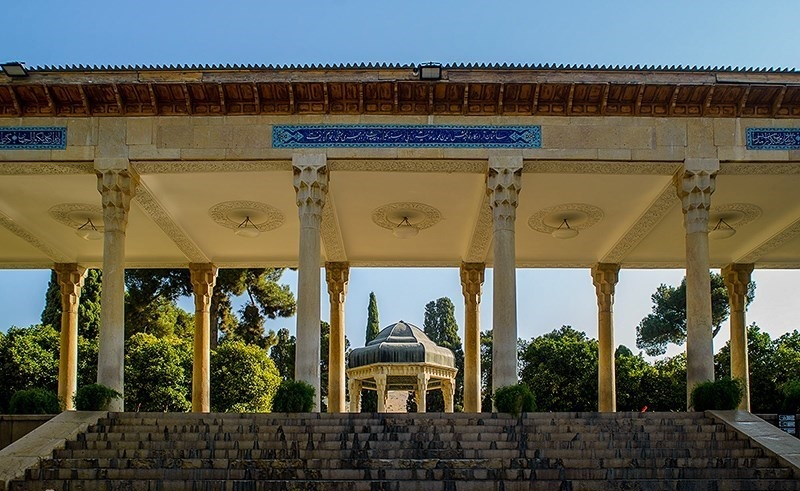
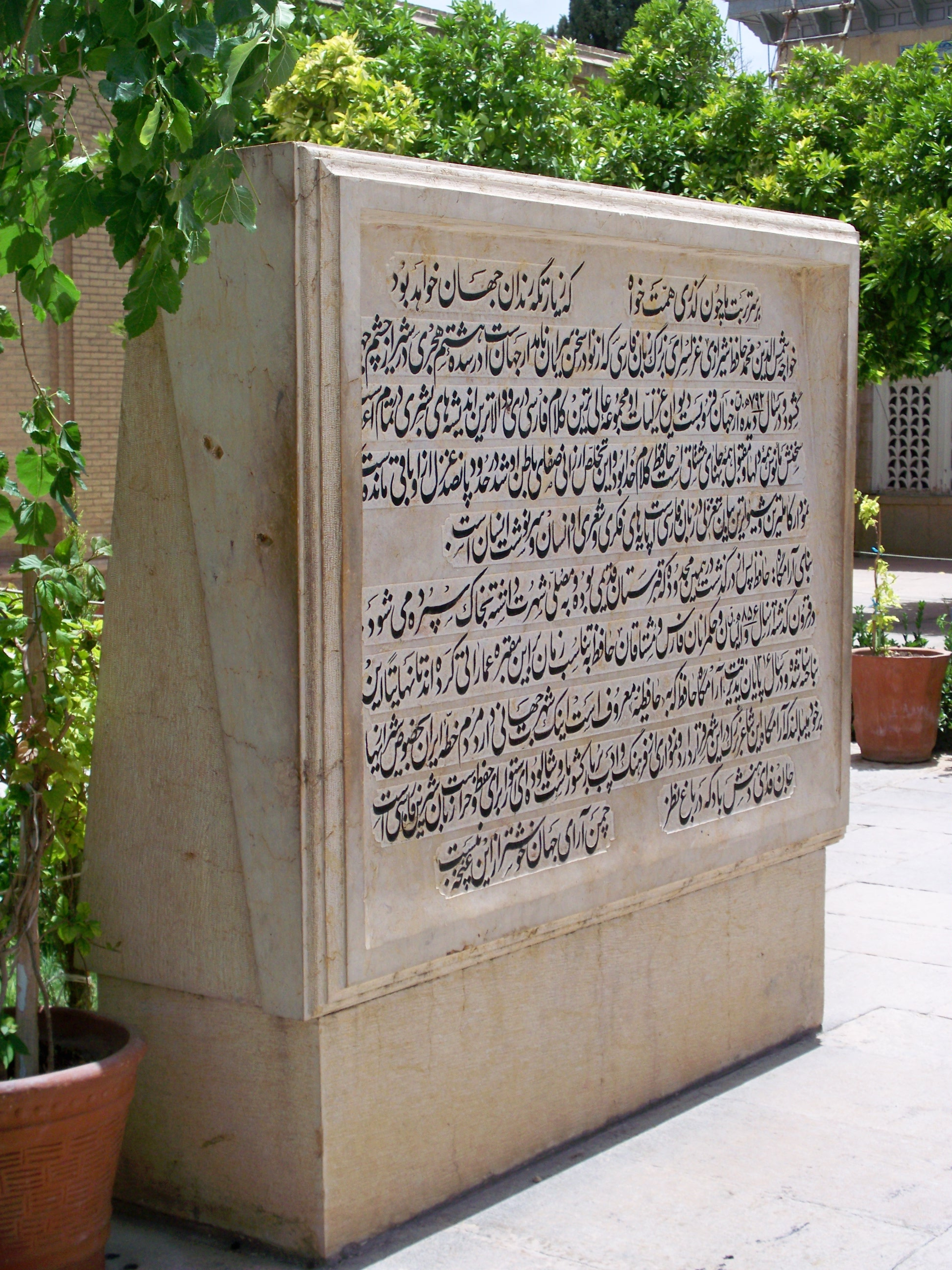
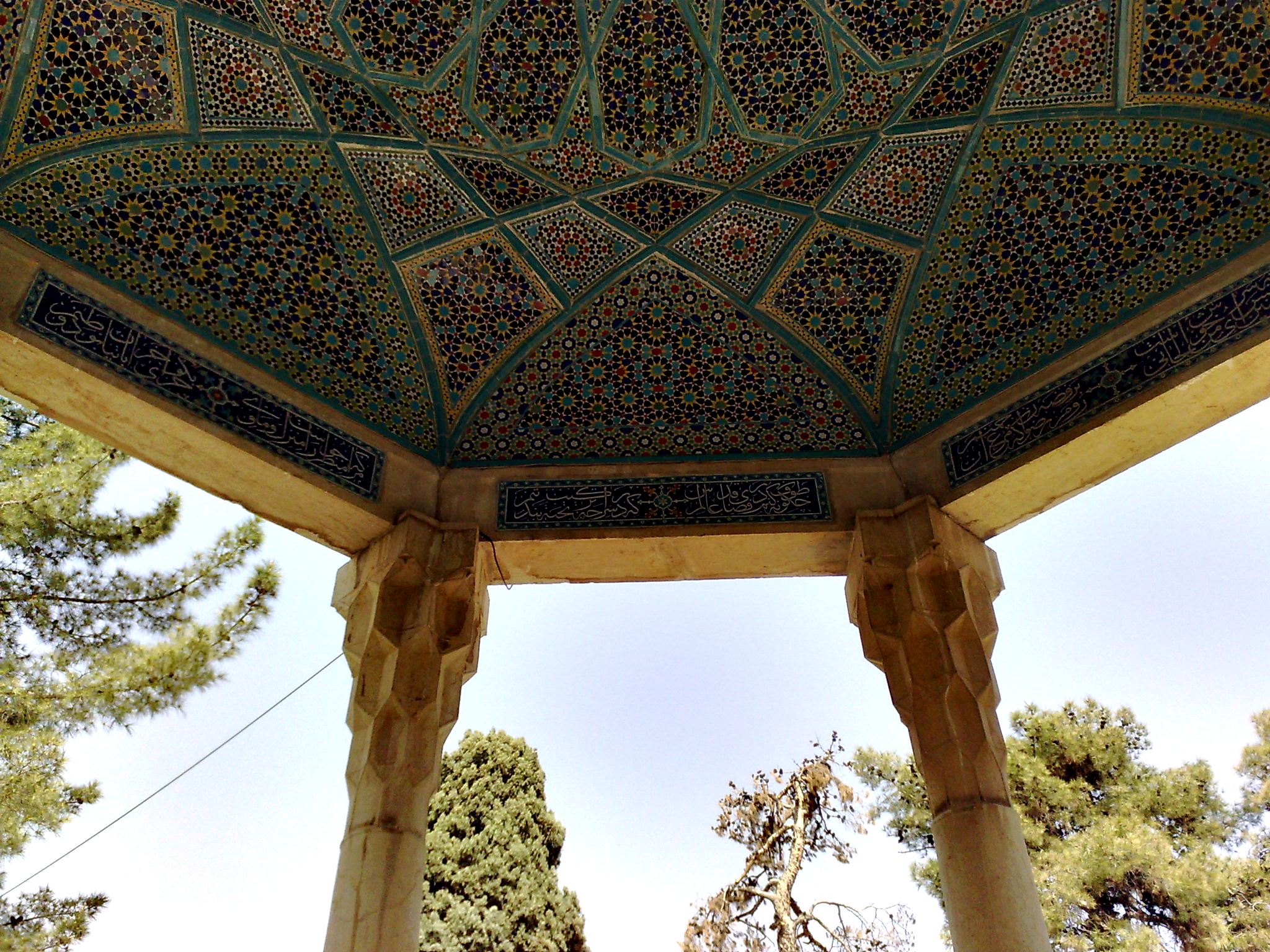
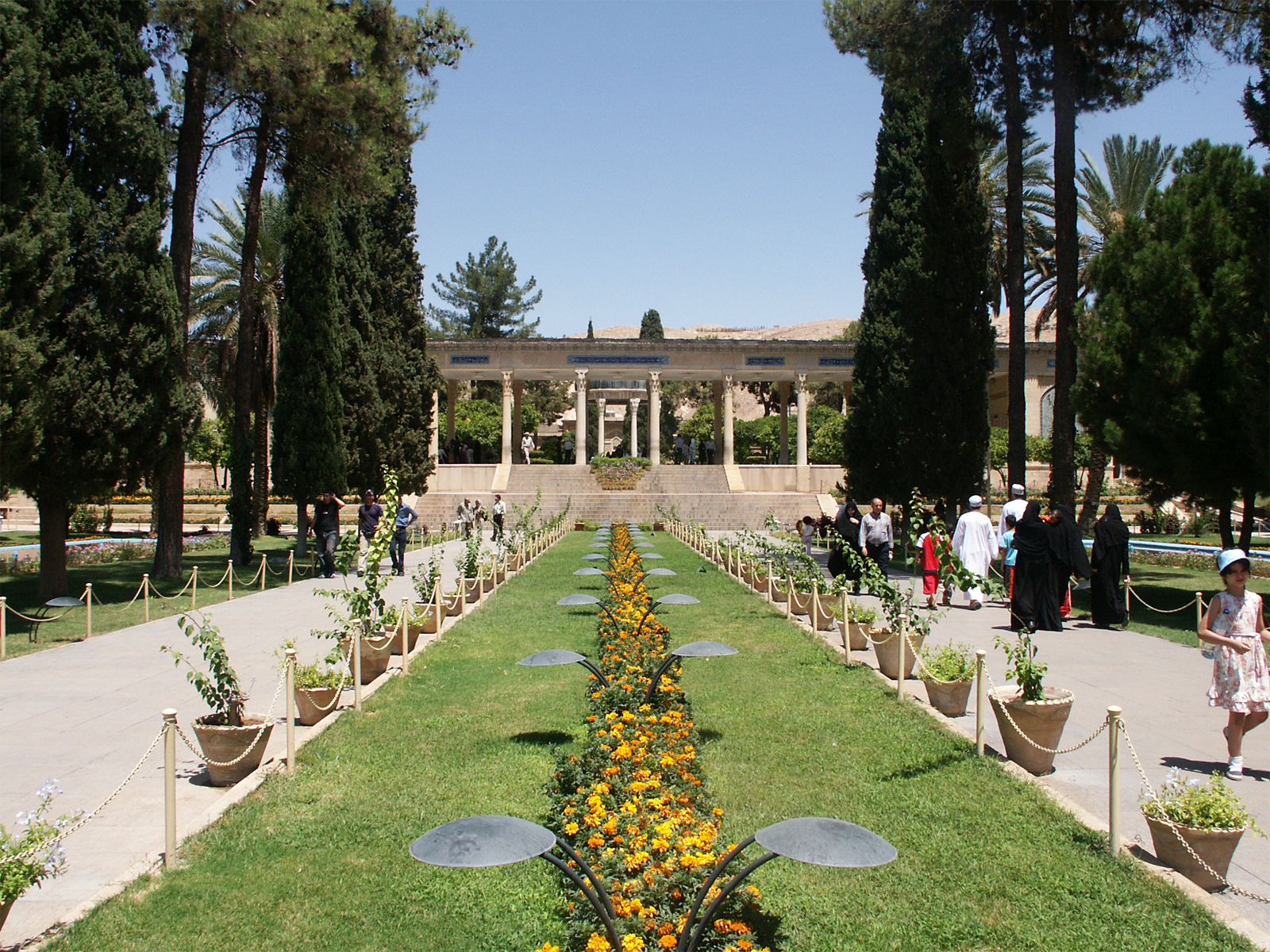
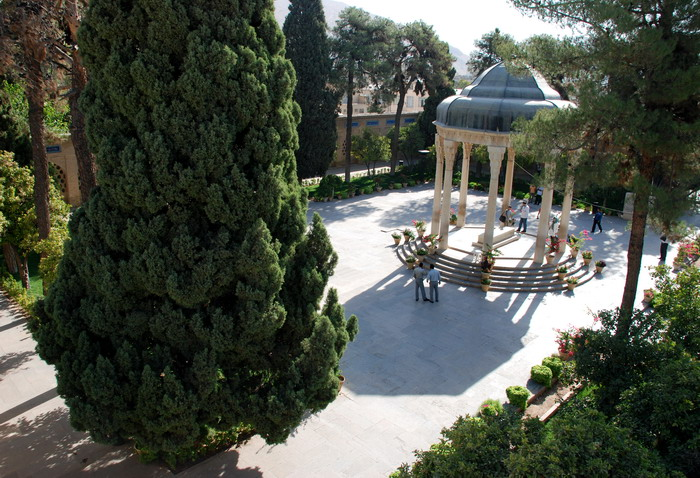
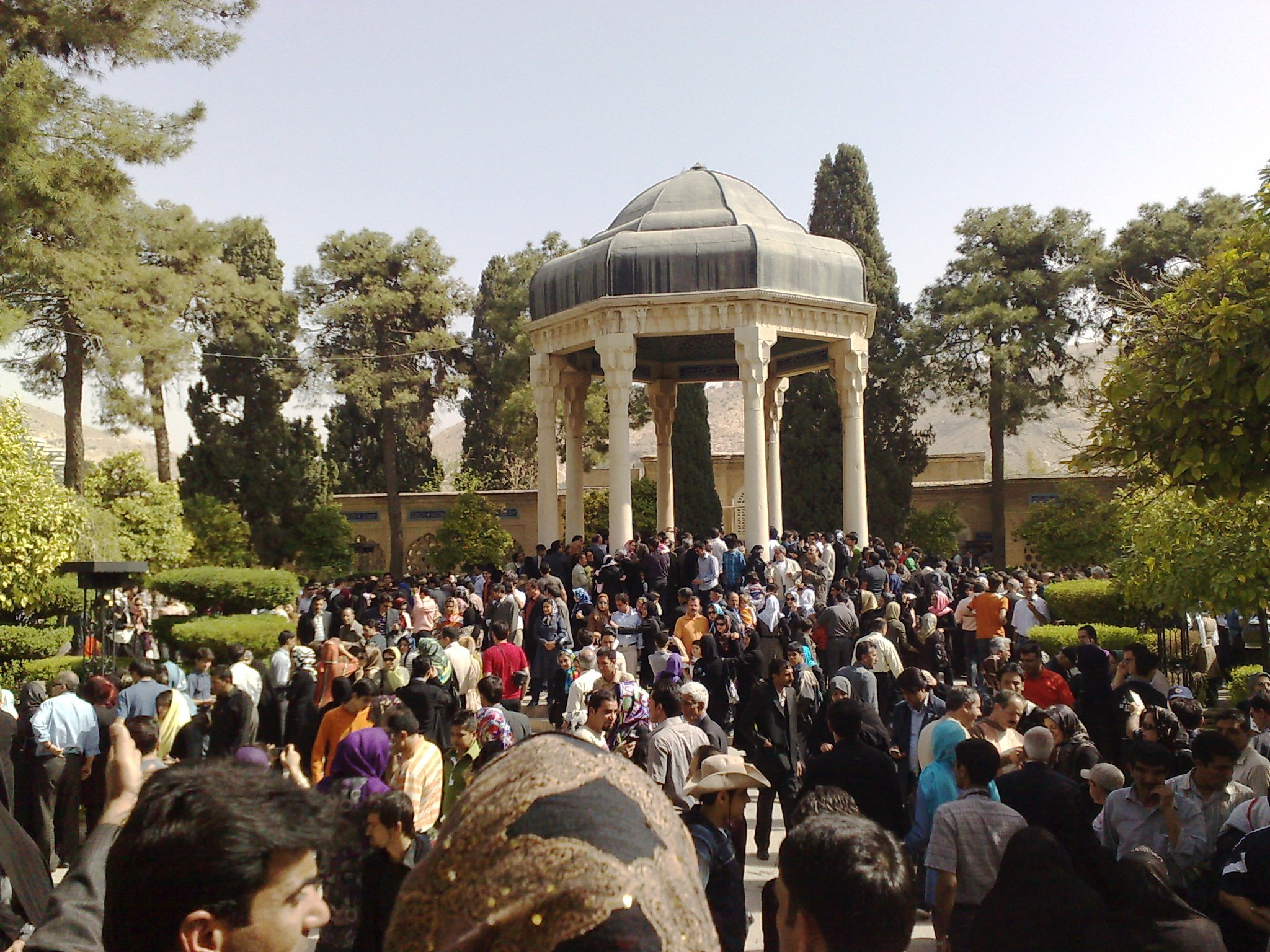
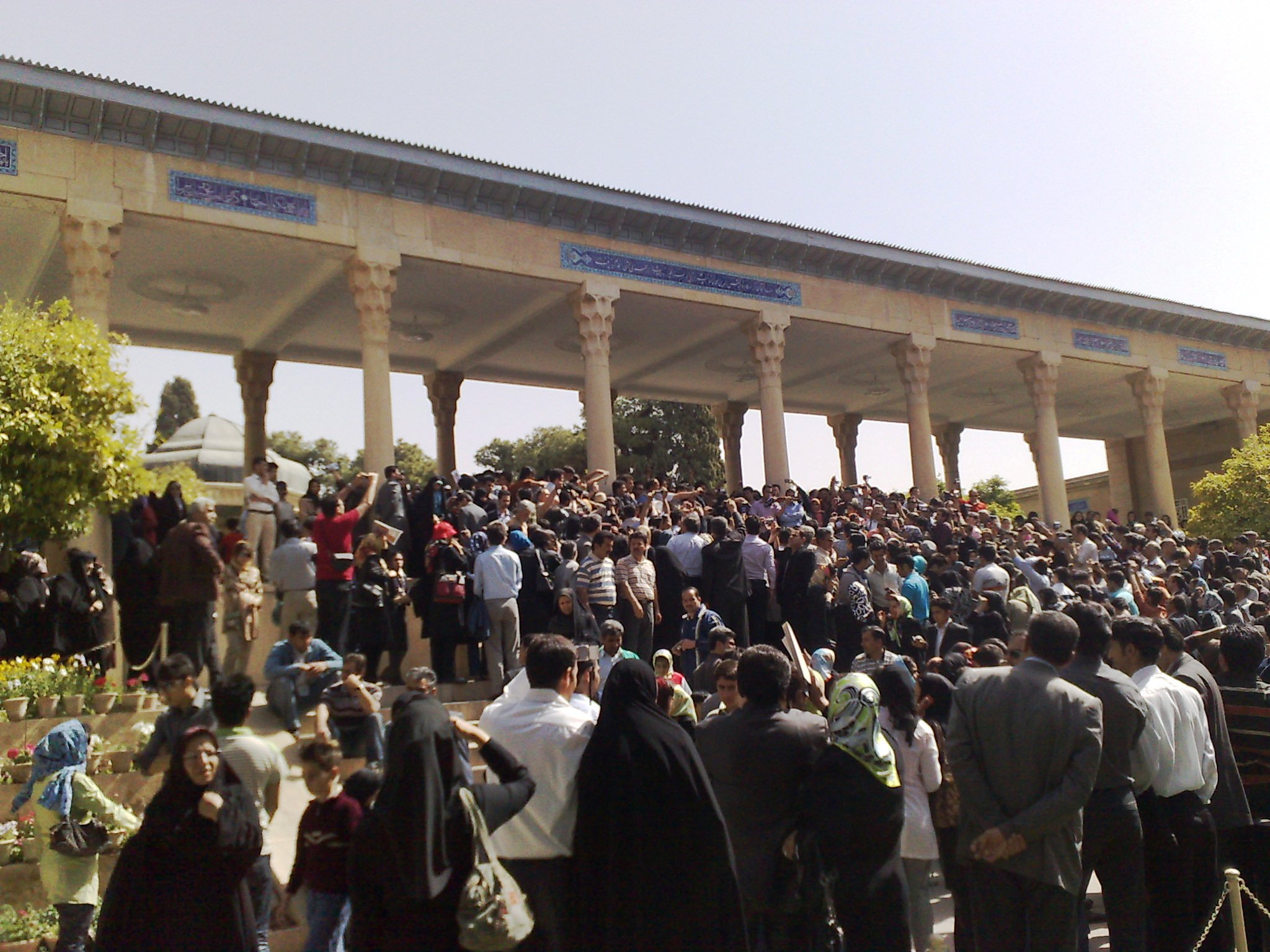
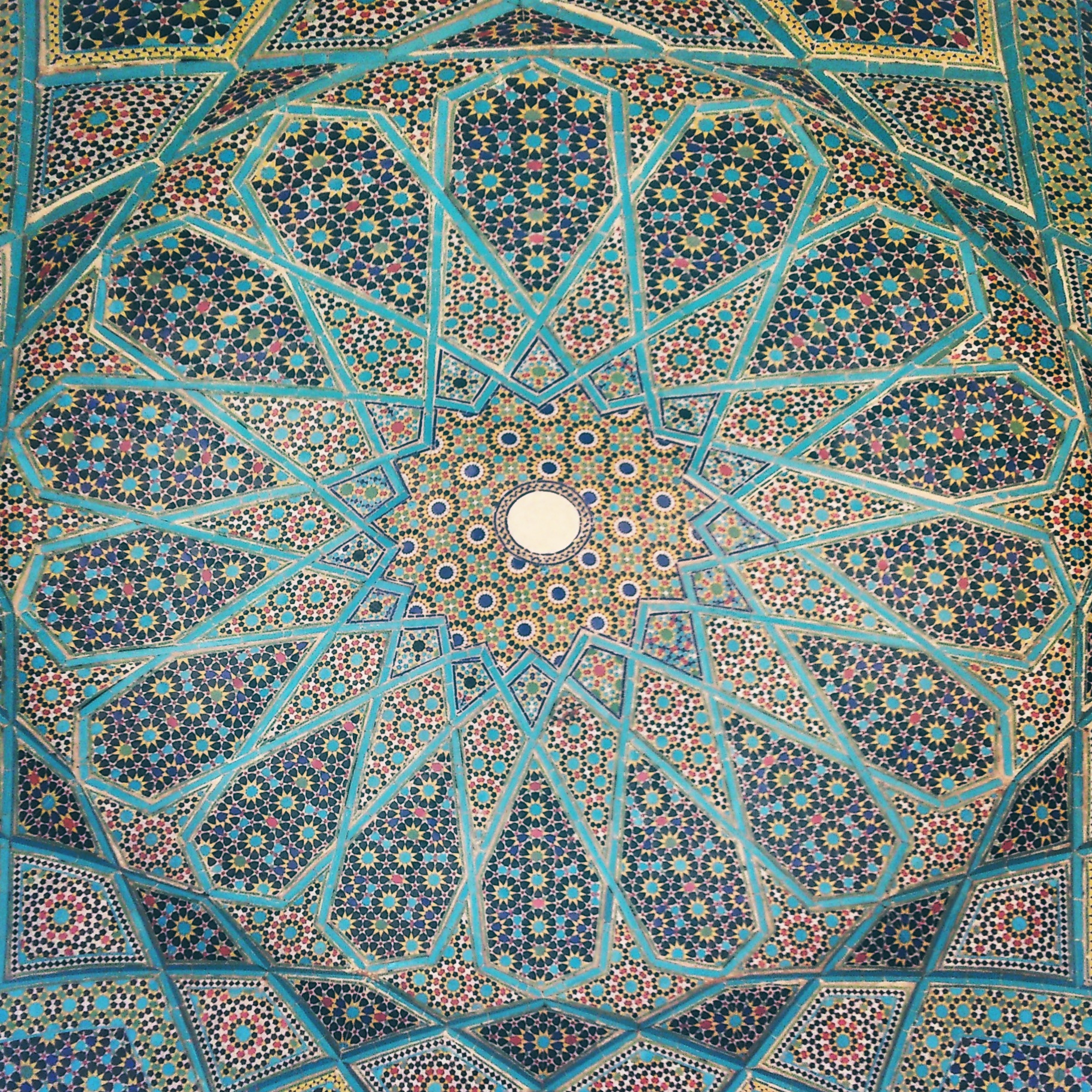
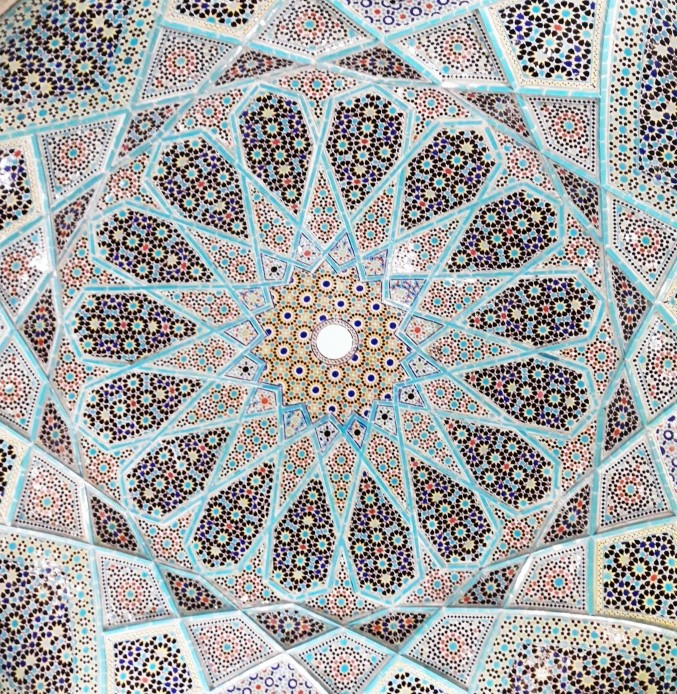
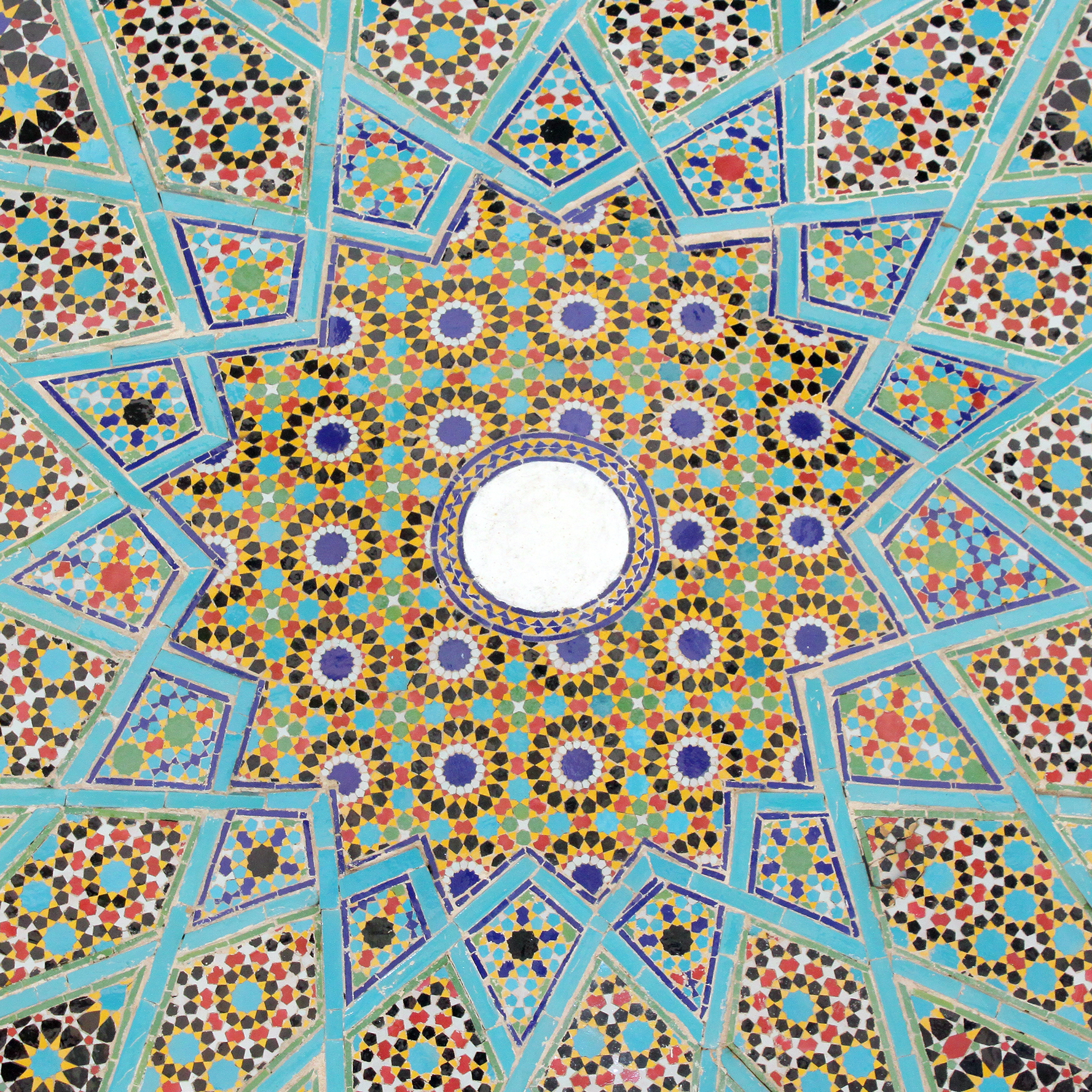
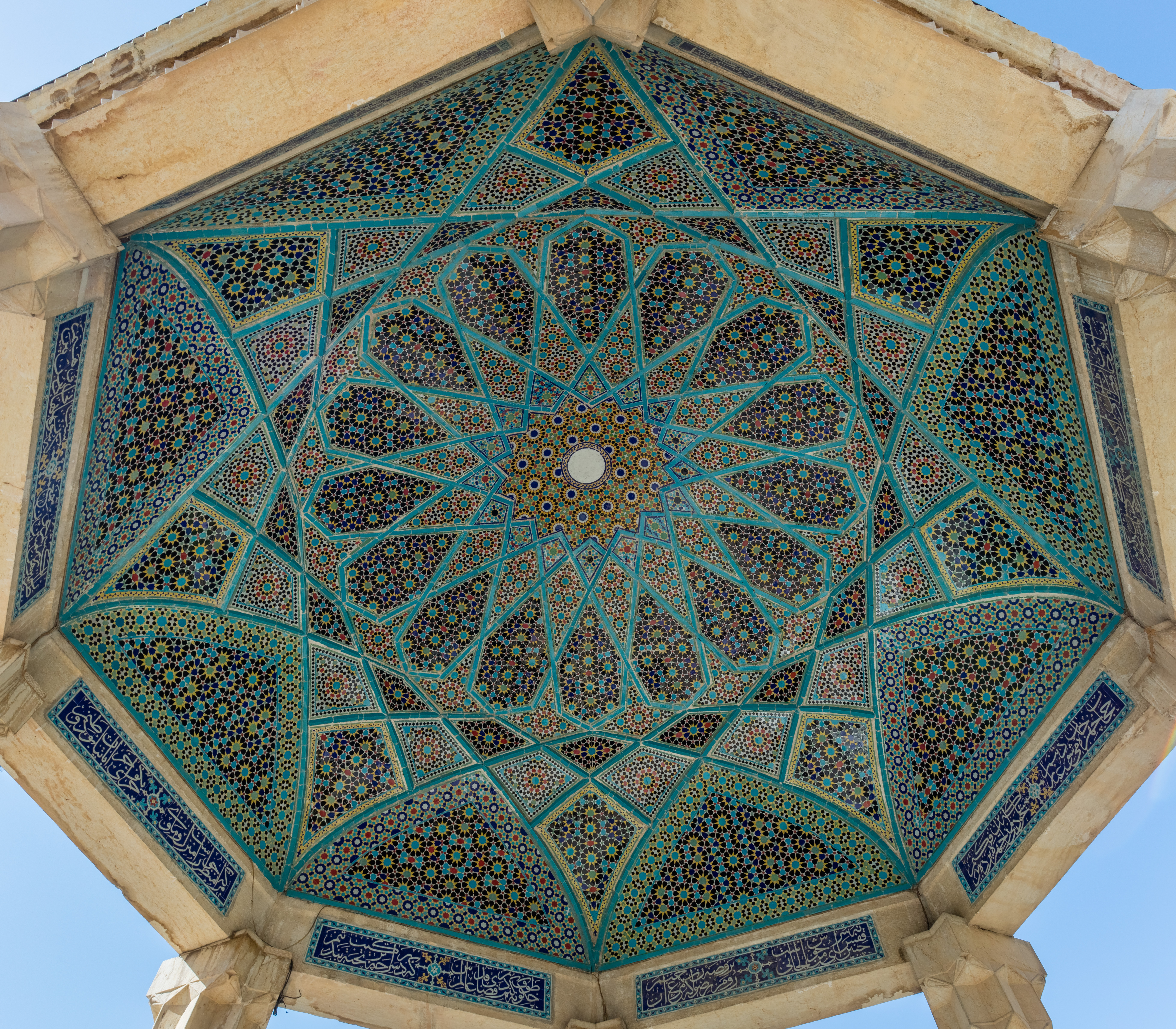

- پرونده:آرامگاه حافظ درشب.JPG

## یادداشت
1. ↑  ۱۳۵۰–۵۱ ه‍. ق
2. ↑  بخشی از باغ جنوبی باقی مانده که اکنون موزهٔ پارس است. ببینید: Kamali Sarvestani, “Hafez xiii. - xiv. Hafez’s Tomb”, Iranica.